# Alien: el octavo pasajero
Alien: el octavo pasajero, o simplemente Alien en su idioma original, es una película de ciencia ficción y terror dirigida por el cineasta británico Ridley Scott y estrenada en 1979. El reparto estuvo integrado por Sigourney Weaver, Tom Skerritt, Veronica Cartwright, Harry Dean Stanton, John Hurt, Ian Holm y Yaphet Kotto, y la trama relata el acecho de una criatura alienígena a la tripulación de una nave espacial.
Dan O'Bannon y Ronald Shusett redactaron el guión basándose en varias obras de ciencia ficción y terror como The Thing from Another World (1951), Forbidden Planet (1956) y Terror en el espacio (1965). El éxito de Star Wars en 1977 supuso un cambio favorable en la forma en que era percibida la ciencia ficción en el cine y motivó a 20th Century Fox a iniciar la producción de Alien. El rodaje se llevó a cabo en Londres durante catorce semanas y en total se construyeron tres sets para los escenarios de la película. H. R. Giger, Ron Cobb y Chris Foss diseñaron los elementos alienígenas y humanos, respectivamente, mientras que Jerry Goldsmith estuvo a cargo de la composición de la banda sonora.
Pese a contar mayormente con críticas favorables, la recepción inicial de la prensa resultó variada; algunos críticos como Vincent Canby, Leonard Maltin y Roger Ebert coincidieron en la «escasez de creatividad» en la trama y catalogaron el filme como una «decepción». Con el tiempo, las críticas han sido más entusiastas y destacan el suspense y los efectos visuales. Se trata de una de las películas de ciencia ficción con mayores ingresos en la historia del cine, además de hacerse acreedora a un premio Óscar en la categoría de mejores efectos visuales y tres premios Saturn como mejor película de ciencia ficción, mejor dirección y mejor actriz de reparto, entre otras nominaciones. El éxito de Alien influyó en la producción de otras películas del mismo género y videojuegos —como Metroid, Chrono Trigger, Contra y Conker's Bad Fur Day— y dio lugar a una franquicia que incluye novelas, cómics, videojuegos y juguetes, así como tres secuelas —Aliens, Alien 3 y Alien Resurrection—, dos crossovers —Alien vs. Predator y Aliens vs. Predator: Requiem— y tres cintas relacionadas con la trama original —Prometheus, Alien: Covenant y Alien: Romulus—. La película también lanzó la carrera de Weaver hacia el estrellato.
La Biblioteca del Congreso de Estados Unidos incluyó a Alien en el Registro Nacional de Cine en 2002 para su preservación histórica, al considerar «su importancia cultural, histórica o estéticamente significativa», y el American Film Institute la eligió como la séptima mejor película en el género de la ciencia ficción, de forma similar a la revista británica Empire, que la consideró como la trigésimo tercera mejor película de todos los tiempos en 2008.

## Argumento
La nave espacial de transporte comercial U.S.C.S.S. Nostromo regresa a la Tierra proveniente del espacio exterior, con un remolque de veinte millones de toneladas de mena. Los siete miembros de la tripulación están en un estado de hipersueño. Al recibir una transmisión de origen desconocido, procedente al parecer de la luna de un planeta cercano, el ordenador central de la nave, «Madre», despierta a la tripulación. En un principio creen que están en las proximidades de la Tierra, hasta que descubren que se hallan en una región fuera del sistema solar. El capitán Dallas les comenta que la computadora ha cambiado el rumbo de la nave para acudir a una señal anormal, que la nave recibe cada doce segundos y que Madre identifica como una alerta de auxilio. Dallas asume la responsabilidad de investigarla y, con la ayuda del oficial científico Ash, persuade al resto del equipo para que colabore. Gracias a cálculos de trayectoria realizados por la nave, descubren que están en el sistema extrasolar Zeta II Reticuli, en los límites de astronavegación, y se dirigen hacia un destino desconocido. Finalmente, la Nostromo llega a la luna de un planeta gigantesco gaseoso anillado e inexplorado. En ella, la tripulación desengancha a Nostromo del remolque y la nave desciende hacia donde se originó la transmisión; en el aterrizaje, la nave sufre algunos daños. El capitán Dallas, el oficial ejecutivo Kane y la navegante Joan Lambert salen a la superficie del planetoide a investigar el origen de la señal, mientras que la suboficial Ellen Ripley, Ash y los ingenieros Brett y Parker se quedan en la nave para monitorearlos y hacer reparaciones.
Dallas, Kane y Lambert descubren que la señal proviene de lo que parece ser una nave espacial alienígena abandonada desde hace tiempo. Dentro encuentran los restos fosilizados de un extraterrestre gigante sentado en la silla del piloto, con un boquete en su abdomen perforado de adentro hacia afuera. Mientras tanto, Ripley ordena a Madre que realice una minuciosa decodificación binaria del código extraterrestre para su interpretación; durante la actividad, se percata de que el mensaje es de advertencia y no una solicitud de socorro como les hizo creer la computadora. Dentro de la nave abandonada, Kane descubre una enorme cámara llena de numerosos huevos, uno de los cuales libera una criatura que se adhiere a su casco, derritiendo el visor y dejándolo inconsciente. Dallas y Lambert lo llevan a la Nostromo, donde Ash les permite entrar, a pesar del protocolo de cuarentena activado por Ripley. Una vez en el interior de la nave, Dallas y Ash intentan arrancar la alimaña del rostro de Kane, pero descubren que la sangre de esta es un ácido extremadamente corrosivo. Finalmente, la criatura se desprende por sí sola y cae muerta. Con la nave reparada, la tripulación despega, acopla el remolque y retoma el viaje hacia la Tierra.
Kane despierta aparentemente ileso, pero durante una comida antes de entrar nuevamente en hipersueño, comienza a asfixiarse convulsivamente hasta que una larva emerge violentamente de su pecho, matándolo en el acto y escapando para ocultarse en la nave. La tripulación intenta localizar y capturar al monstruo con sensores de movimiento, armas de electrochoque y lanzallamas, pues se dan cuenta de que si la sangre de la criatura es corrosiva, dispararle puede afectar al casco de la nave. Mientras Brett busca a «Jones», el gato de la tripulación, llega a una sala en la que encuentra al engendro ya desarrollado, que presumiblemente lo asesina antes de desaparecer por los conductos del sistema de ventilación de la nave. Dallas lo sigue con la intención de forzar a la cosa a entrar en una esclusa donde pueda ser expulsada hacia el espacio, pero el ser le tiende una emboscada y aparentemente lo mata. Lambert les pide a los demás que escapen en una lanzadera, pero Ripley, siguiente al mando, se niega alegando que la lanzadera no podría dar soporte vital a cuatro personas. Tras acceder a Madre, Ripley descubre que Ash recibió secretamente órdenes de llevar la nave hasta su corporación propietaria con el alienígena dentro, a expensas de lo que le pudiese ocurrir a los demás pasajeros. Ash le ataca bruscamente, pero Lambert y Parker intervienen, siendo este último quien golpea a Ash con un extintor y lo decapita, revelando a la tripulación que en realidad Ash es un androide. Antes de ser incinerado, Ash les indica a los tripulantes que no sobrevivirán. Más tarde, el resto de la tripulación idea un plan para activar el sistema de autodestrucción de la Nostromo y escapar en la lanzadera.
Mientras Ripley inicia la secuencia de autodestrucción, Lambert y Parker son emboscados y asesinados por la criatura mientras recolectan pertrechos para el escape. A continuación, Ripley se dirige a la lanzadera con Jones y, aunque el Alien le bloquea el camino, esta logra escapar. Luego intenta sin éxito abortar la autodestrucción, tras lo cual vuelve a la compuerta de la lanzadera. Para su alivio, el ser ya no se halla ahí y Ripley logra escapar en la cápsula antes de que la Nostromo explote. Mientras se prepara para entrar en hipersueño, Ripley descubre que el monstruo se encuentra con ella en la lanzadera. Tras ponerse un traje espacial, despresuriza la lanzadera al abrir la escotilla y logra expulsar al organismo fuera de la nave con ayuda de un gancho que lanza contra la criatura. Sin embargo, el cable del gancho termina atascándose en la puerta y el xenomorfo se mantiene sujeto al cable tratando de introducirse en la nave por uno de los motores. Finalmente Ripley activa los motores y el impulsor envía al monstruo al espacio, deshaciéndose de él. Ripley entra en hipersueño junto con el gato antes de su retorno a la Tierra.

## Reparto principal
- Sigourney Weaver como Ellen Ripley, tercera oficial (teniente) y piloto.[36][37] La decisión de dar el personaje principal a una mujer provino de Giler y Hill, que sentían que eso podría ayudar a Alien a destacar en un género como el de la ciencia ficción, dominado por personajes masculinos.[38] Weaver, que ya gozaba de experiencia en Broadway aunque era relativamente desconocida en el cine, impresionó a Scott, Giler y Hill con su audición. Fue la última actriz en incorporarse al reparto, y realizó sus pruebas de cámara en los estudios, mientras construían los sets.[38][39] Se trató del primer papel estelar de Weaver en el cine, y le hizo ganar nominaciones al Saturn a la «Mejor Actriz» y un BAFTA como la «Principiante más prometedora en un rol protagonista en el cine».[16]
- Veronica Cartwright como Joan Lambert, oficial de navegación.[36] Cartwright tenía experiencia en películas de terror y ciencia ficción tras actuar en Los pájaros (1963) e Invasion of the Body Snatchers (1978).[40] Originalmente había sido escogida para interpretar a Ripley, pero el cambio le tomó por sorpresa pues no se enteró sino hasta que acudió a Londres por cuestiones de vestuario.[38][41] La actriz estaba inconforme con el hecho de que su personaje fuera emocionalmente débil;[39] en sus propias palabras: «Me convencieron de que yo representaba los miedos de la audiencia; yo era un reflejo de cómo se sentía el público».[38] Cartwright ganó un Saturn a la «Mejor actriz de reparto» por su papel.[15][16]
- Ian Holm como Ash, oficial científico y médico de la tripulación.[36] Holm, un actor veterano que ya había participado en varias películas, fue el actor con mayor experiencia cinematográfica del reparto.[42]
- John Hurt como Kane, oficial ejecutivo y copiloto.[37] Hurt era la primera opción de Scott para el personaje, pero no estaba disponible por cuestiones de agenda puesto que trabajaba en esa época en Sudáfrica, así que Jon Finch accedió a interpretar el personaje en su lugar.[39] Finch se enfermó el primer día de rodaje y le diagnosticaron diabetes severa y bronquitis.[43] Debido a esto, Hurt llegó a Londres para sustituirlo.[38][43] Su actuación le valió una nominación para el premio BAFTA al «Mejor actor de reparto».[16]
- Yaphet Kotto como Parker, ingeniero jefe.[36] Se eligió al afroamericano Kotto para dar diversidad étnica al elenco.[38] Poco después de finalizar su participación en Vive y deja morir (1973), el actor recibió una copia del guion aunque no se integró de inmediato al reparto ya que su agente tuvo que realizar antes algunas negociaciones para su participación en Alien.[44]
- Tom Skerritt como Dallas, capitán y primer oficial en jefe.[37] A Skerritt lo contrataron en fases tempranas del rodaje, pero rechazó el rol debido al bajo presupuesto y a la ausencia de un director al frente de la producción. Más tarde, cuando Scott asumió la dirección y el presupuesto se duplicó, Skerritt aceptó el papel de Dallas.[45][38]
- Harry Dean Stanton como Brett, ingeniero técnico.[37] Las primeras palabras de Stanton a Scott fueron «no me gustan las escenas de ciencia ficción o las películas de monstruos». A Scott le divirtió aquello y convenció a Stanton para que actuara en el rol de Brett, después de asegurarle que Alien era realmente un thriller más bien parecido a la novela Diez negritos (1974).[45]
- Bolaji Badejo como el alien, antagonista principal de la película. Un miembro del equipo de producción descubrió al nigeriano Badejo en un bar, cuando todavía era un estudiante de diseño. Después de entrevistarlo, lo puso en contacto con Scott,[39][46] que lo consideró idóneo para interpretar al personaje debido a la notable extensión de sus brazos y piernas, un rasgo que a su parecer haría creer a la audiencia que el alienígena no podía tratarse de un actor disfrazado.[9][39] Los especialistas de cine Eddie Powell y Roy Scammell también interpretaron a la criatura en algunas escenas.[9][46][47]

## Producción

### Antecedentes y redacción del guión
Mientras estudiaban cinematografía en la Universidad del Sur de California, Dan O'Bannon, John Carpenter y Ron Cobb produjeron el filme de ciencia ficción y comedia Dark Star (1974). Años más tarde O'Bannon comenzó a escribir una historia similar a la trama de Dark Star pero con más elementos del cine de terror. Ronald Shussett escribía el libreto de Total Recall (1990) cuando miró Dark Star y quedó impresionado con la trama. Se puso en contacto con él y ambos accedieron a colaborar en sus respectivos guiones; coincidieron en que la película de O'Bannon habría de ser la menos costosa de producir así que trabajaron primero en dicho libreto. Para entonces O'Bannon ya tenía un borrador de veintinueve páginas titulado Memory, que describía cómo un grupo de astronautas despierta de un sueño inducido y se entera de que el trayecto de su nave ha sido interrumpido por una señal proveniente de un planetoide desconocido. Pese a que ya tenía en mente a la criatura extraterrestre antagónica, todavía no definía su apariencia.
O'Bannon recibió una propuesta de Alejandro Jodorowsky para participar en la adaptación de la novela Dune, y se trasladó a París donde permaneció por seis meses. Pese a la cancelación del proyecto, esta experiencia le permitió a O'Bannon conocer a otros escritores y artistas de la ciencia ficción como Chris Foss, H. R. Giger, y Jean «Moebius» Giraud, cuyas ideas y conceptos habrían de repercutir en Memory. Se mostró impresionado con las carátulas de los libros de Foss, y el trabajo de Giger le pareció «perturbador». En su opinión, «sus ilustraciones [de Giger] tuvieron un profundo impacto en mí. Nunca había visto nada tan horrible y, al mismo tiempo, tan hermoso como su trabajo. Acabé escribiendo un guion sobre el monstruo de Giger». Una vez de regreso en Los Ángeles, y tras mudarse a la residencia de Shusett, retomó su historia. Shusset le sugirió que la criatura se infiltrara en la nave en la segunda mitad de la película, oculta en el estómago de uno de los astronautas.
Originalmente el guion llevaba por título Star Beast —trad. lit.: «Bestia estelar»— pero luego lo cambiaron por «Alien» al resultar más simple y tener un doble uso gramatical como sustantivo y adjetivo. Cabe señalarse que el guion incluye varias referencias a otras obras de ciencia ficción y de terror: desde el concepto de un entorno claustrofóbico en el que la bestia va persiguiendo a la tripulación, el cual provino de The Thing from Another World (1951); la advertencia de que no aterricen en el planetoide desconocido, y la forma en que la criatura acecha a los tripulantes, conceptos similares a los de la película Forbidden Planet (1956); la escena en que los astronautas descubren el esqueleto gigante de un extraterrestre, la cual tuvo su origen en Terror en el espacio (1965); y el hallazgo de la cámara repleta de huevos de xenomorfo, descrita originalmente en el relato corto «Junkyard» (1953) por Clifford D. Simak. Otras influencias notables fueron la novela Strange Relations de Philip José Farmer (1960) —que aborda la reproducción extraterrestre— y varias historietas de terror de EC Comics.
Aunque el guion todavía estaba inconcluso, O'Bannon y Shusett enviaron copias del libreto a varios estudios de cine, y promocionaron la trama como una versión de «Tiburón en el espacio». Poco antes de concretar un acuerdo con la productora de Roger Corman, un amigo les sugirió enviar el libreto a Walter Hill, David Giler y Gordon Carroll, que eran propietarios de los estudios Brandywine y tenían una estrecha relación con 20th Century Fox. Tan pronto se firmó el contrato con Brandywine, Hill y Giler realizaron varias modificaciones al guion. O'Bannon y Shusett se mostraron inconformes con su intervención, especialmente por el hecho de que Hill y Giler carecían de experiencia en la ciencia ficción y «no eran buenos en su labor de mejorarlo [el guion], o al menos en no empeorarlo». O'Bannon creía que su intención era hacer modificaciones sustanciales al guion para apropiarse de él. Entre los cambios aportados por Hill y Giler destacan la adición del androide Ash, que al principio O'Bannon y Shusett consideraron innecesario; y ciertos diálogos con tal de agregarles fluidez y proporcionar un mayor énfasis al planetoide.
Al principio la postura de Fox respecto al financiamiento de Alien era de recelo pues creían que era un riesgo financiero invertir en una película de ciencia ficción. Esta percepción cambió tras el éxito de Star Wars en 1977; de acuerdo a O'Bannon: «[Los ejecutivos de Fox] querían seguir los pasos de Star Wars. Querían lograrlo rápido, y el único guion de naves espaciales que tenían en su escritorio en aquel entonces era el de Alien». Finalmente Fox aprobó un presupuesto de 4,2 millones USD para Alien.

### Selección del director y del reparto
O'Bannon quería dirigir Alien pero Fox se decidió por Hill, que rechazó la propuesta debido a que tenía otros compromisos cinematográficos en ese momento, aunque también confesó que se habría sentido incómodo al dirigir una producción con tal cantidad de efectos visuales. Entre los cineastas contemplados por la productora estuvieron Peter Yates, Jack Clayton y Robert Aldrich, sin embargo los guionistas y Brandywine coincidieron en que ninguno de ellos se habría tomado en serio la trama, y la habrían filmado como una cinta de monstruos de bajo presupuesto.
Asombrados por Los duelistas (1977), que significó el debut cinematográfico de Ridley Scott, Giler, Hill y Carroll le propusieron la dirección de Alien y este accedió sin dudarlo. Scott creó guiones gráficos que no solamente persuadieron a Fox sobre el potencial de la película, sino que llevó a los estudios a incrementar el presupuesto para la película a 8,4 millones de dólares. Algunas de las ilustraciones hechas por Scott incluían el diseño de la nave y los trajes espaciales, inspirados en las películas 2001: A Space Odyssey y Star Wars. Al igual que O'Bannon, Scott quería hacer una película predominantemente de terror, y la describió como «la The Texas Chain Saw Massacre de la ciencia ficción».
O'Bannon le mostró a Scott varias obras de Giger, incluida la ilustración Necronom IV —predecesor del diseño del alienígena—. Esta obra les agradó mucho porque cumplía con su visión de la criatura alienígena, así que solicitaron a Fox su inclusión en la producción, pese a que el trabajo de Giger resultaba «muy tétrico y cadavérico» para algunos ejecutivos del estudio. Según Carroll: «Desde el primer instante en que Ridley [Scott] miró la obra de Giger, supo que el mayor problema de diseño y quizá el más serio en la película estaba resuelto». Scott tomó un vuelo a Zürich para reunirse con Giger y una vez ahí le explicó la trama y le pidió que se hiciera cargo de los diseños de la criatura.
Las audiciones y selección del reparto se llevaron a cabo de forma simultánea en Nueva York y Londres, siendo apoyados por las directoras de casting Mary Goldberg y Mary Selway, para Estados Unidos y Reino Unido, respectivamente. O'Bannon y Shusett prefirieron definir los aspectos de la criatura antes que los del resto del elenco, conformado por siete personajes humanos «[de sexo] intercambiable», de forma que Scott, Selway y Goldberg podían elegir con qué actor o actriz trabajar según la personalidad y rasgos que fueran definiendo para cada personaje. La prioridad de Scott era buscar actores experimentados para que así pudiera centrarse en desarrollar el estilo visual de la película. Inspirado por el concepto de «futuro explorado» de Star Wars, en el que cada elemento tiene su propia referencia histórica y luce una apariencia antigua, el director de Alien quiso apartarse del diseño prístino con el que era representado el futuro en muchas de las películas del género, y visualizó a los astronautas como «camioneros espaciales» trabajando en un entorno realista.
Scott detalló en varias páginas el trasfondo de cada personaje para asegurarse de que los actores contaran con material suficiente para interpretar su rol. Grabó también algunos de los ensayos con la finalidad de capturar la espontaneidad, improvisación y tensiones que había en el reparto, especialmente de la entonces inexperta Weaver, y posteriormente incluir esas tomas en la película para transmitir esa misma sensación en la audiencia. Para el crítico de cine Roger Ebert, el hecho de que el reparto estuviese integrado por actores de mayor edad que aquellos que solían aparecer en las cintas de suspense le proporcionó veracidad tanto a la trama como a las actuaciones de Alien. En su opinión:

Ninguno de ellos es particularmente joven. Tom Skerritt, el capitán, tenía 46; Hurt tenía 39 pero se veía mayor; Holm tenía 48; Stanton 53, Yaphet Kotto 42. Solo Weaver y Veronica Cartwright, que tenían 29 y 30 años, tenían la edad promedio del reparto usual de un filme de suspenso. Es poco probable que muchas películas recientes de acción tengan un reparto de actores jóvenes en los papeles protagónicos o secundarios, y Alien al tener solo a mayores de edad alcanza una cierta textura: no son aventureros sino trabajadores contratados por una empresa para traer 20 millones de toneladas de minerales a la Tierra.

David A. McIntee, autor de Beautiful Monsters: The Unofficial and Unauthorised Guide to the Alien and Predator Films, explicó que la efectividad de la película para aterrar a la audiencia «proviene del hecho de que los espectadores pueden identificarse con los personajes... Todos los que están a bordo de la Nostromo son personas normales, cotidianas. Solo que viven y trabajan en una época futura».

### Rodaje
La filmación dio comienzo el 5 de julio de 1978 y duró solo catorce semanas debido al bajo presupuesto y a la insistencia de Fox en que el equipo de producción se ajustara al calendario estipulado. Usaron los estudios Shepperton, cerca de Londres, para grabar la mayoría de las escenas principales de la película y, aproximadamente a 40 km, los estudios Bray en Water Oakley, Berkshire para filmar los modelos en miniatura. Más de doscientos obreros y técnicos colaboraron para construir los tres principales sets de Alien: la superficie del planetoide, los interiores de la Nostromo, y la nave abandonada.
Los sets en miniatura del planetoide y de la nave abandonada fueron creados a una escala de 24:1 por el director artístico Les Dilley, que se basó en los diseños de Giger. También fabricó moldes para usarlos como diagramas para las distintas formas de madera y de fibra de vidrio de los sets. Para representar el planetoide, llevaron al estudio toneladas de arena, yeso, fibra de vidrio, roca y grava sobre los cuales debían caminar los protagonistas vistiendo sus trajes espaciales. El diseño de los trajes supuso un importante problema durante las grabaciones, ya que al estar forrados de nailon resultaban gruesos y voluminosos y no contaban con ningún sistema de ventilación para el escape del dióxido de carbono. Algunos de los actores estuvieron cerca de desmayarse debido a este inconveniente, sumado al intenso calor de esas fechas; para remediarlo, se le solicitó a algunas enfermeras que asistieran al elenco con botellas de oxígeno entre tomas para evitar riesgos de asfixia.
Para dar la impresión de que la nave abandonada tenía un gran tamaño, el equipo construyó un soporte vertical que les permitió hacer tomas desde una altura de hasta dieciocho metros. Sin embargo Scott quería ofrecer una perspectiva más realista en la toma así que vistió a sus hijos y al hijo de uno de los camarógrafos de manera idéntica a los actores adultos para grabar dichas secuencias. La misma técnica fue empleada en la escena en que la tripulación descubre el cadáver extraterrestre en la nave abandonada. Los niños experimentaron la misma sensación de asfixia que el reparto principal, por lo que fue necesario que les diseñaran un sistema de oxigenación para sus trajes. En total se usaron cuatro gatos para grabar las escenas de Jones, la mascota de la Nostromo. Mientras filmaban, se percataron de que el pelo de gato en combinación con la glicerina que usaba Weaver para aparentar sudoración le ocasionaba alergia a la actriz, por lo que le aplicaron menos glicerina que al resto de sus compañeros, razón por la que su personaje aparentemente suda menos que los demás.
En el libreto inicial de Alien, la película terminaba con la destrucción de la Nostromo y mostraba a Ripley a bordo de la lanzadera Narcissus. Scott había concebido un «cuarto acto» en el que la criatura aparece inesperadamente en la lanzadera y Ripley debe enfrentarla. Para grabar estas nuevas escenas tuvo que concretar antes un acuerdo con Fox con tal de aumentar el presupuesto y extender la filmación algunos días más de lo estipulado. Su idea original era que el monstruo le arrancara la cabeza a Ripley de un bocado para usar su voz e ingresar a la bitácora de la nave. No obstante, los productores se mostraron inconformes con este desenlace y en cambio propusieron que la criatura muriera al final de la película. La filmación terminó el 21 de octubre de 1978.

### Características técnicas
Los formatos cinematográficos utilizados en la cinta son de 2,20:1 y 2,35:1, con lentes anamórficos de la compañía Panavision. El formato del negativo de la película es de 35 milímetros, uno de los tantos negativos usados fue Eastman 100T 5247, en tanto que el formato para la cinta impresa varió de 8 a 70 milímetros. Los lugares donde revelaron la cinta incluyeron los laboratorios DeLuxe, ubicado en Estados Unidos, y Rank Film Laboratories, radicado en Denham, Reino Unido. El audio original de la cinta contó con sonido Dolby Digital 5.1, aunque en versiones posteriores como su formato Blu-ray, el doblaje a castellano consta de un sonido DTS-HD de 5.1.

### Banda sonora
Jerry Goldsmith compuso la banda sonora, que a su vez fue dirigida por Lionel Newman e interpretada por la National Philharmonic Orchestra. Aunque la primera opción de Scott era el compositor Isao Tomita, Fox quería a alguien cuyo nombre fuera más reconocible. Fue Alan Ladd, Jr, el entonces presidente de la productora, quien propuso a Goldsmith. Para las escenas introductorias, Goldsmith eligió tonos que brindaran una sensación romántica y misteriosa, con tal de generar el ambiente de terror y suspense que se buscaba a lo largo de toda la cinta. Pronto surgieron algunas tensiones respecto a su labor; Scott tenía opiniones adversas sobre el tema principal, mientras que el editor Terry Rawlings prefirió utilizar algunas melodías anteriores del mismo compositor, incluida una de Freud, pasión secreta y un fragmento de la Sinfonía n.º 2 («Romántica»), de Howard Hanson, para los créditos finales.
Debido a que Scott y Rawlings estaban ya lo suficientemente familiarizados con los temas, decidieron editar luego el material original de Goldsmith por su cuenta, y grabar nuevamente varias de las secuencias, pese a que parte de la revisión original de ambos se mantuvo en la versión final de la película. Al respecto, Goldsmith comentó: «Pueden apreciar que yo estaba yendo a los extremos opuestos del polo con los realizadores de la cinta». Pese a su involucramiento y el de Rawlings en la banda sonora, Scott elogió el trabajo de Goldsmith al cual describió como «lleno de una lúgubre belleza» y «seriamente intidimidante, pero hermoso». Tras el estreno de Alien, el material resultó nominado al Globo de Oro por la «Mejor banda sonora», al Grammy al «Mejor disco de banda sonora», y a un BAFTA por la «Mejor banda sonora en una película». Desde entonces se han distribuido varias versiones que contienen distintas canciones y secuencias. A continuación se enumeran las pistas que conforman la banda sonora original junto con su duración:
| Lista original |                    |          |  |
| N.º            | Título             | Duración |  |
| 1.             | «Main Title»       | 3:30     |  |
| 2.             | «The Facehugger»   | 2:32     |  |
| 3.             | «Breakaway»        | 3:00     |  |
| 4.             | «Acid Test»        | 4:35     |  |
| 5.             | «The Landing»      | 4:29     |  |
| 6.             | «The Droid»        | 4:40     |  |
| 7.             | «The Recovery»     | 2:44     |  |
| 8.             | «The Alien Planet» | 2:28     |  |
| 9.             | «The Shaft»        | 3:57     |  |
| 10.            | «End title»        | 3:02     |  |
| 33:37          |                    |          |  |

| Edición completa de la banda sonora |                                                  |          |  |
| N.º                                 | Título                                           | Duración |  |
| 1.                                  | «Main Title»                                     | 4:12     |  |
| 2.                                  | «Hyper Sleep»                                    | 2:26     |  |
| 3.                                  | «The Landing»                                    | 4:31     |  |
| 4.                                  | «The Terrain»                                    | 2:21     |  |
| 5.                                  | «The Craft»                                      | 1:00     |  |
| 6.                                  | «The Passage»                                    | 1:49     |  |
| 7.                                  | «The Skeleton»                                   | 2:30     |  |
| 8.                                  | «A New Face»                                     | 2:35     |  |
| 9.                                  | «Hanging On»                                     | 3:39     |  |
| 10.                                 | «The Lab»                                        | 1:05     |  |
| 11.                                 | «Drop Out»                                       | 0:57     |  |
| 12.                                 | «Nothing To Say»                                 | 1:52     |  |
| 13.                                 | «Cat Nip»                                        | 1:01     |  |
| 14.                                 | «Here Kitty»                                     | 2:08     |  |
| 15.                                 | «The Shaft»                                      | 4:31     |  |
| 16.                                 | «It's a droid»                                   | 3:28     |  |
| 17.                                 | «Parker's Death»                                 | 1:51     |  |
| 18.                                 | «The Eggs»                                       | 2:24     |  |
| 19.                                 | «Sleepy Alien»                                   | 1:04     |  |
| 20.                                 | «To Sleep»                                       | 1:56     |  |
| 21.                                 | «The Cupboard»                                   | 3:05     |  |
| 22.                                 | «Out the Door»                                   | 3:13     |  |
| 23.                                 | «End Title»                                      | 3:09     |  |
| 24.                                 | «Main Title (Rescored Alternate)»                | 4:11     |  |
| 25.                                 | «Hyper Sleep (Rescored Alternate)»               | 2:45     |  |
| 26.                                 | «The Terrain (Rescored Alternate)»               | 0:58     |  |
| 27.                                 | «The Skeleton (Rescored Alternate)»              | 2:31     |  |
| 28.                                 | «Hanging On (Rescored Alternate)»                | 3:08     |  |
| 29.                                 | «The Cupboard (Rescored Alternate)»              | 3:12     |  |
| 30.                                 | «Out The Door" (Rescored Alternate)»             | 3:02     |  |
| 31.                                 | «Main Title»                                     | 3:37     |  |
| 32.                                 | «The Face Hugger»                                | 2:36     |  |
| 33.                                 | «Breakaway»                                      | 3:03     |  |
| 34.                                 | «Acid Test»                                      | 4:40     |  |
| 35.                                 | «The Landing»                                    | 4:31     |  |
| 36.                                 | «The Droid»                                      | 4:44     |  |
| 37.                                 | «The Recovery»                                   | 2:50     |  |
| 38.                                 | «The Alien Planet»                               | 2:30     |  |
| 39.                                 | «The Shaft»                                      | 4:01     |  |
| 40.                                 | «End Title»                                      | 3:09     |  |
| 41.                                 | «Main Title (film version) (bonus)»              | 3:44     |  |
| 42.                                 | «The Skeleton (alternate take) (bonus)»          | 2:34     |  |
| 43.                                 | «The Passage (demonstration excerpt) (bonus)»    | 1:54     |  |
| 44.                                 | «Hanging On (demonstration excerpt) (bonus)»     | 1:08     |  |
| 45.                                 | «Parker's Death (demonstration excerpt) (bonus)» | 1:07     |  |
| 46.                                 | «It's A Droid (unused inserts) (bonus)»          | 1:27     |  |
| 47.                                 | «Eine Kleine Nachtmusik (source) (bonus)»        |          |  |
| 126:18                              |                                                  |          |  |

### Montaje
Las labores de posproducción de la cinta se extendieron veinte semanas, durante las cuales el montaje corrió a cargo de Terry Rawlings, que ya antes había colaborado con Scott en la edición de sonido de su ópera prima, Los duelistas. Para Alien, la prioridad de Rawlings y Scott fue darle un ritmo lento al desarrollo de los sucesos con tal de proporcionar suspense a los momentos de mayor tensión. En opinión del primero: «Pienso que lo que nos funcionó fue que hicimos la trama lo suficientemente lenta, algo completamente distinto a como lo hacen ahora [en las demás cintas del género]. A mi parecer, esa lentitud fue la que nos permitió crear esos momentos en que querías que la gente estuviera aterrada... podíamos ir luego tan rápido como queríamos porque [para entonces] ya has acorralado a todos en una esquina y puedes atacarlos. Creo que fue así como funcionó todo». Originalmente la película tenía una duración de tres horas, pero esta se fue reduciendo hasta dos conforme se llevó a cabo el montaje.
Una de las principales escenas modificadas durante el montaje mostraba a Ripley encontrándose con los cuerpos de Dallas y Brett envueltos parcialmente en una especie de capullo fabricado por el extraterrestre. La intención de O'Bannon con esta escena era dar a entender que Brett se estaba convirtiendo en un huevo incubador de la criatura, mientras que el cuerpo de Dallas estaba cerca de él para permitirle al abrazacaras resultante implantar un nuevo embrión en este último. Según el diseñador de producción Michael Seymour, Dallas «se había vuelto una especie de alimento para la criatura», en tanto que el productor Ivor Powell percibió que «se encuentra en la nave en forma de huevo, con vida». Para Scott, la escena mostraba cómo «[Dallas y Brett] están transformándose, cambiando estructuralmente hasta... ser consumidos por lo que fuera ese organismo alienígena... en un huevo».
Al final se optó por recortarla ya que consideraron que se veía muy irreal, además de que alteraba el ritmo de la secuencia de escape de la protagonista. Tom Skerritt señaló que «la cinta debía mantener ese ritmo. Ella [Ripley] tratando de escapar de ese lugar de una puñetera vez, todos nosotros animándola para que pudiera hacerlo. El hecho de que ella se detuviera para charlar con Dallas resultaba algo inoportuno». La escena original fue incluida en la edición en formato laserdisc, mientras que una versión editada de la misma aparece en la edición «Director's Cut» del formato DVD, lanzado al mercado en 2003.

### Doblaje
El doblaje hispanoamericano para el largometraje se realizó en el estudio ESM International Dubbing Inc. de Los Ángeles, bajo las actuaciones de Jesús Brock (Dallas), Jesús Barrero (Kane), Rocío Garcel (Ripley), Edgar Wald (Ash), Rocío Gallegos (Lambert), Jorge Roig (Parker), Jorge García (Brett) y Gloria González (Madre); Antonio Raxel dio la presentación inicial de la película. En España, el grupo In-Cine Distribuidora Cinematográfica S.A. fue el encargado de distribuir la versión doblada para la región ibérica, y contó con la participación de Camilo García (Dallas), Ricardo Solans (Kane), María Luisa Solá (Ripley), Antonio Gómez de Vicente (Ash), Rosa Guiñón (Lambert), Joaquín Díaz (Parker), Rogelio Hernández (Brett) y Rosario Cavallé (Madre).

## Diseño
O'Bannon le pidió a Ron Cobb y Chris Foss, con quienes había colaborado previamente en Dark Star y Dune, que diseñaran los elementos vinculados con los personajes humanos de la película, incluyendo la Nostromo y los trajes espaciales. Cobb comenzó su labor cuando el guion todavía estaba en proceso de redacción: dibujó varios bosquejos de la nave basándose en conceptos como «el Leviatán» y «el Snark». Para los nombres de la nave y la lanzadera espacial se inspiró en un par de novelas de Joseph Conrad: «Nostromo» provino del título homónimo de 1904, y «Narcissus» de la novela El Negro del 'Narciso' de 1897. El equipo realizador destacó la destreza con la que Cobb representó los interiores de la nave. Es importante señalar que Scott fue quien propuso el concepto una remolcadora de una plataforma de refinería. Si bien Cobb realizó algunas sugerencias para el diseño del extraterrestre, estas no fueron tomadas en cuenta en la versión final del filme. Moebius, otro de los involucrados en Dune, proporcionó algunos diseños de vestuario para los trajes espaciales de los protagonistas.

### Sets
Los sets de los tres compartimentos de la Nostromo estaban conectados por medio de pasillos para facilitar el traslado de los actores durante el rodaje, lo cual ayudó a incrementar la sensación de claustrofobía que se quería transmitir en la filmación. Para proporcionarle un aspecto industrial a los interiores de la nave con «tecnología retro», colocaron radiorreceptores de notable tamaño y algunas pantallas de baja resolución en los sets. Inclusive Cobb diseñó una simbología industrial con patrones de colores para distinguir los distintos elementos y áreas de la nave. Aunque nunca se menciona en la película el nombre de la compañía propietaria de la Nostromo, en los monitores de las computadoras y en las latas de cerveza aparece el nombre «Weyland-Yutani», junto con un logotipo. Cobb ideó esta denominación en alusión a una supuesta inversión conjunta de Gran Bretaña y Japón —«Weyland» derivado de British Leyland Motor Corporation, y «Yutani» del apellido de un vecino suyo de nacionalidad japonesa—. No es sino hasta Aliens que efectivamente Weyland-Yutani es referida como la empresa responsable del vehículo.
El director de diseño artístico Roger Christian utilizó chatarra para producir varias piezas del set, algo que ya había hecho en Star Wars. Se usaron partes de un bombardero para algunos de los pasillos de la nave, y con ayuda de un espejo se aparentó que los pasillos inferiores eran más extensos. Los supervisores de efectos especiales Brian Johnson y Nick Allder se encargaron de crear varias piezas y accesorios de los sets, tales como las sillas giratorias, las pantallas de computadora, los sensores de movimiento y el lanzallamas.

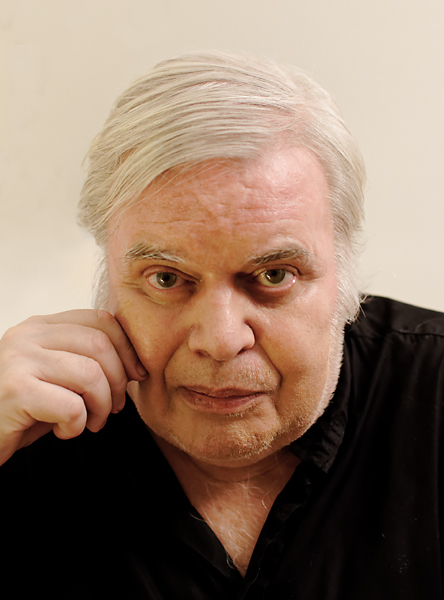
H. R. Giger.

Giger diseñó los aspectos alienígenas de la película, incluidos la nave abandonada, el xenomorfo y la cámara de huevos. Su principal objetivo era darles una apariencia orgánica y biomecánica en contraste con el ambiente industrial de la Nostromo. Para recrear los interiores de la nave abandonada y de la bóveda con huevos, esculpió los distintos elementos del escenario con huesos secos y yeso. De acuerdo a Cartwright: «[Los sets de Giger son] tan eróticos... tienen grandes vaginas y penes... es como si te metieras dentro de una especie de útero o algo así... es visceral». Al principio se tenía pensado invertir una cantidad considerable del presupuesto total para construir el set del cadáver extraterrestre —personaje al que la producción apodó como el «Ingeniero»—, sin embargo Fox prefería que descartaran dicha escena debido a su breve aparición en la película. El equipo realizador convenció a los ejecutivos del estudio al explicarles la importancia de la escena en la trama, además de percibirla como una manera de impresionar a la audiencia y apartarse del concepto de una película de bajo presupuesto. Al final solamente se construyó una pared del set y un disco giratorio para el cadáver, que facilitó las tomas desde distintos ángulos y redundó en un ahorro en costos. Giger se encargó de aerografiar tanto al set como al Ingeniero.
Aunque la película no detalla el origen del Ingeniero, el director explicó que podría haberse tratado del piloto de la nave, originalmente un carguero que lanzaba huevos alienígenas en ciertos planetas. En las primeras versiones del guion, los huevos iban colocados en una estructura piramidal con estatuas y jeroglíficos en su interior que habrían de mostrar el ciclo reproductivo del antagonista, así como los principales rasgos de los xenomorfos y de la raza del Ingeniero. Los guiones gráficos de estas secuencias fueron trazados por Cobb, Foss y Giger, sin embargo prescindieron de estas imágenes debido a las restricciones presupuestarias y a que no querían extender más la duración de la película. En su lugar instalaron la cámara de huevos en el mismo set del Ingeniero, aunque tuvieron que eliminarlo junto con la silla y el disco giratorio para poder grabar esas otras escenas. Para lograr los efectos de iluminación que se aprecian en la cámara de huevos, el equipo de producción solicitó un equipo de láseres recién adquiridos por la banda de rock inglesa The Who, que ensayaba en un set de sonido junto al set donde filmaban la película.

### Naves espaciales y planetas

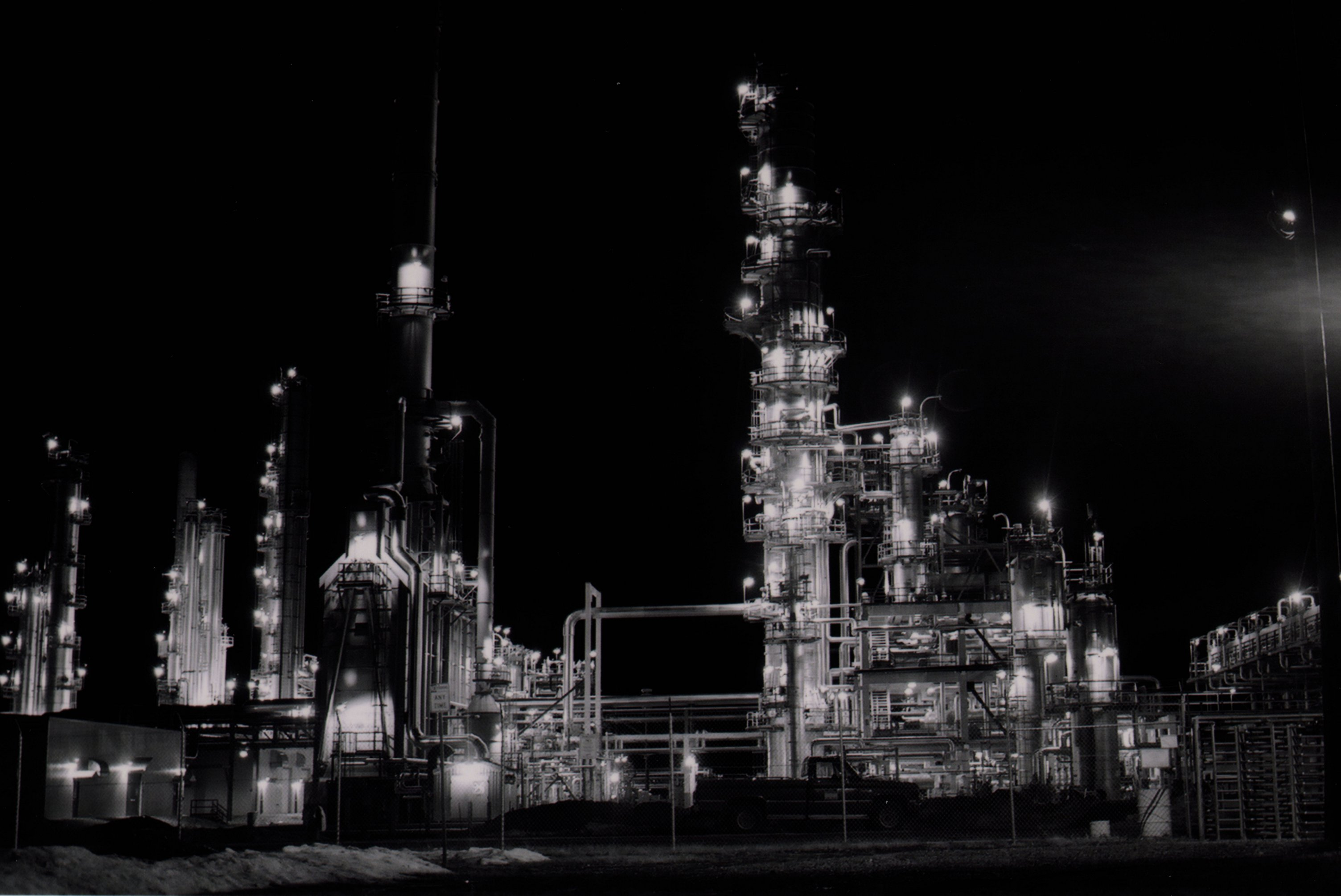
La nave Nostromo se construyó con piezas de modelos hechos a escala, al igual que su refinería, la Narcissus, para que las tomas proporcionaran la ilusión de que se veía el espacio exterior. En la imagen, una refinería semejante a la que está anclada en la Nostromo.

Los supervisores de efectos visuales y de modelismo, Brian Johnson y Martin Bower respectivamente, diseñaron y construyeron los modelos en miniatura. Sus diseños estaban inspirados en los guiones gráficos de Scott y en las ilustraciones de Cobb. La estructura principal de los modelos era de madera y plástico, e incluía elementos de otros modelos a escala de buques de guerra, tanques y bombarderos de la Segunda Guerra Mundial. Para la Nostromo se requirieron tres modelos: una versión de 30 cm para las escenas más extensas; una de 1.2 m para las tomas posteriores de la nave, y una más de 3.7 m que requirió de un aparejo de 6.4 toneladas para las secuencias de desacoplamiento y aterrizaje en la superficie del planetoide.
Debido a la exigencia de Scott durante el rodaje, que involucraba cambios constantes en los modelos, hubo cierta tensión entre el director y los equipos de modelismo. Por ejemplo, antes de que Johnson dejara la producción para trabajar en The Empire Strikes Back, la Nostromo era amarilla y así había sido filmada durante seis semanas del calendario de rodaje. Por solicitud de Scott tuvieron que pintarla de gris y volver a realizar las tomas correspondientes. Otros sucesos controvertidos ocurrieron cuando, por ejemplo, debido a la adición de varias piezas al modelo de la nave, fue necesario usar un armazón metálico para levantar el modelo con ayuda de una carretilla elevadora; cuando Scott destruyó varios de los diseños en espiral de Bower con un martillo y un cincel; o las diferencias entre el cineasta y el fotógrafo Dennis Ayling en relación con el nivel de iluminación para los modelos.
Para grabar la parte inferior de la Nostromo y mostrar la sección de la que se desprende Narcissus, y de la cual evacúan el cadáver de Kane, produjeron otro modelo de 12 m de largo. Para esta última escena, utilizaron una catapulta que sirvió para lanzar la mortaja moldeada en madera por Bower. Para lograr el efecto que buscaban, filmaron la toma a alta velocidad y luego la retardaron en la fase de edición. El desprendimiento de la lanzadera fue la única escena de Alien que requirió de una pantalla verde; para el resto de la cinta utilizaron mantas oscuras con estrellas superpuestas mediante la técnica de exposición múltiple.
Aunque la tecnología de fotografía con control de movimiento ya existía en aquel entonces, el equipo de producción no contaba con el presupuesto suficiente por lo que emplearon una cámara de lentes especiales que montaron sobre un sistema de rieles para facilitar su movimiento alrededor de los modelos y filmar a una velocidad de 2½ cuadros por segundo. Scott decidió agregar efectos de humo y viento para darle mayor credibilidad a la escena. Se utilizó un brazo mecánico de 9.1 m —construido con piezas de un modelo ferroviario— y la carretilla elevadora para filmar el desenganche de la Nostromo de la plataforma de refinería. Para las tomas hechas desde el exterior de la nave, donde se aprecia a través de las ventanillas de la nave a la tripulación en operaciones, se usaron modelos más extensos y pantallas que reproducían escenas grabadas previamente por el elenco.
Ciertas áreas de la nave extraterrestre abandonada y de la superficie del planetoide fueron pintadas con acabado mate. Si bien nunca se menciona el nombre del planetoide en Alien, algunas versiones del guion contenían el término «Acheron» proveniente del nombre del río Aqueronte que en la mitología griega es concebido como el «flujo del dolor», un brazo del río Estigia, que circunda el Infierno en La Divina Comedia de Dante Alighieri. Aunque en Aliens el planetoide lleva la denominación «LV-426», ambos términos son asociados con el planetoide en la franquicia. La película también sugiere que el planetoide está ubicado en algún lugar del sistema galáctico Zeta II Reticuli.

### Criaturas
La escena en que aparece el «huevomorfo» —del inglés: «ovomorph»— fue filmada en la posproducción.
 Aunque el huevo traslúcido que aparece en la película fue creado con fibra de vidrio, durante las grabaciones de prueba usaron huevos de gallina. El póster promocional incluye tomas de las grabaciones de prueba, razón por la cual no aparece el huevomorfo que se aprecia en la versión final de Alien. Para recrear el movimiento del embrión en su interior, Scott agitó sus manos con guantes de hule en el interior, el cual estaba cubierto de tripas y vísceras de res. Para la toma en que se abre la parte superior del huevo se requirió de un sistema hidráulico.

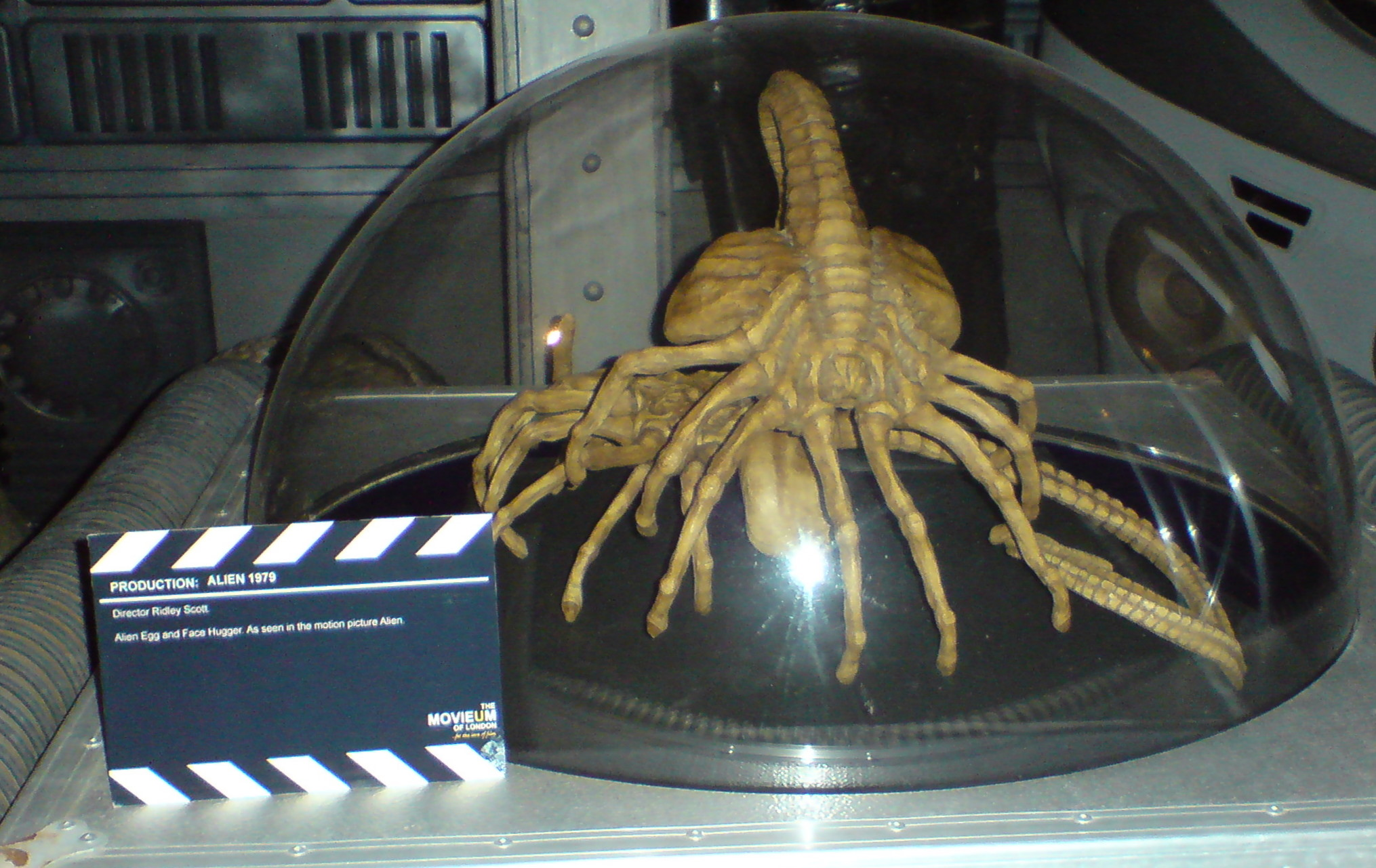
El «abrazacaras», la primera criatura diseñada por Giger para la película, exhibida en el London Film Museum.

Para crear al «abrazacaras» —del inglés: facehugger— y su probóscide utilizaron tripas de oveja, pescado y mariscos. Cabe señalarse que esta había sido la primera criatura diseñada por Giger para la película, y pasó por varios diseños antes de elegir el que se asemejaba a los dedos de una mano, y en cuyo desarrollo estuvieron también involucrados O'Bannon y Cobb. Este último sugirió que la criatura fuese inmune a las heridas de armas de fuego o explosivos gracias a la presencia de una sustancia ácida en su organismo. El equipo realizador recurrió a la misma técnica empleada en la escena de la evacuación del cadáver de Kane, consistente en reducir digitalmente la velocidad de la toma original, para prolongar el desplazamiento del abrazacaras al salir del huevo. No obstante, a diferencia de aquella, grabaron esta escena de manera inversa. Para lograr el efecto del desplazamiento se usaron mangueras de alta presión.
El diseño del «quebrantapechos» —del inglés: chestburster— estuvo inspirado en la pintura Tres estudios para figuras en la base de una crucifixión (1944) de Francis Bacon, y, al igual que el abrazacaras, pasó por varios diseños. Las anécdotas personales de O'Bannon con la enfermedad de Crohn ayudaron a definir la escena donde aparece esta criatura. Aunque los actores ya estaban enterados de que el alienígena salía del estómago de Hurt antes de grabar dicha escena, no sabían que la producción había colocado bombas de alta presión y petardos para esparcir la sangre y vísceras contenidas en el interior de la marioneta usada en lugar del cuerpo de Hurt. Para lograr este efecto, Hurt se colocó debajo de la mesa de forma que solo su cabeza y brazos eran visibles en la parte superior, mientras que un marionetista sujetaba con un palo al alienígena durante la grabación. Al filmar la secuencia, un chorro de sangre salpicó a Cartwright y provocó que la actriz cayera al suelo y se pusiera histérica. Como comenta Skerritt: «Lo que se ve en la película es su verdadera reacción. Ella no tenía idea de qué es lo que estaba pasando. Todo sucedió repentinamente». Para el desplazamiento veloz de la criatura a través del set se hizo un corte en la mesa de manera que el marionetista pudiera pasar entremedio el palo que sujetaba a la criatura, y finalmente se usó una manguera de aire para impulsar el títere desde su cola.
La sorpresa y el pánico que sintió el reparto en esta escena ayudó a darle un realismo sin precedentes a Alien, y es catalogado como uno de los momentos más icónicos de la cinta. Durante las exhibiciones de prueba, antes del estreno oficial, algunos espectadores se mostraban inquietos en sus asientos y se dirigían hacia la parte trasera de la sala, con tal de distanciarse de la pantalla en esta escena. En 2007 la revista británica Empire la catalogó como la mejor secuencia de cine para mayores de dieciocho años, por encima de otras como la decapitación de uno de los personajes de The Omen (1976) o la metamorfosis del protagonista de Un hombre lobo americano en Londres (1981).
Se usó otro títere para simular el tronco y extremidades superiores de Ash en la escena donde revela que es un androide. Para la secuencia en la que su cabeza es reactivada y colocada sobre una mesa, se utilizó un modelo animatrónico de la cabeza de Holm cubierto con una capa de látex. El fluido blanco que arroja el androide a causa de su mal funcionamiento se produjo con leche, caviar, pasta y perlas de vidrio. Estas escenas ocasionaron el desmayo de una asistente a las proyecciones de prueba de la película.

### El alienígena
Giger dibujó varios conceptos del antagonista de Alien antes de llegar a la versión definitiva. Esculpió el cuerpo con plastilina y le agregó vértebras de serpiente y tubos de enfriamiento de un automóvil Rolls-Royce, para representarlo con una mayor fidelidad a sus dibujos conceptuales. El diseño de las partes móviles del personaje fue responsabilidad de Carlo Rambaldi —que previamente había participado en la producción de Close Encounters of the Third Kind (1977)— y su trabajo estuvo centrado mayormente en los movimientos de la mandíbula. Para el movimiento de la lengua a través de su segunda boca se instalaron cables y bisagras. En total la cabeza del alienígena tenía aproximadamente novecientos elementos y puntos de flexión diferentes. Se usaron fragmentos de un cráneo humano cubierto con un revestimiento brillante y traslúcido para el rostro y para la piel, respectivamente. El aspecto pegajoso se debe a la aplicación del lubricante K-Y Jelly. El actor de voz Percy Edwards —conocido por proveer sonidos de aves en varios documentales británicos de las décadas de 1960 y 1970, y los sonidos de la ballena en Orca, la ballena asesina (1977)— ayudó a producir los sonidos que emite la criatura. La mandíbula original de Rambaldi se exhibe en el Instituto Smithsoniano; y el resto del cuerpo fue subastado en abril de 2007.
El actor Bolaji Badejo personificó al xenomorfo vestido con un traje de látex. Scott explicó que el hecho de que la criatura posea forma humanoide se debe a que una de sus habilidades consiste en adquirir rasgos del organismo que infecta, que en este caso es el de un ser humano. Para su actuación, Badejo tomó clases de taichí y mimetismo. En algunas escenas, como la que muestra el descenso de la criatura del techo de la nave, el personaje fue interpretado por los dobles Eddie Powell y Roy Scammell; para esta escena en específico mantuvieron suspendido a Powell con unos cables, y luego lo bajaron con ayuda de una polea.
Scott prefirió mantener oculta la apariencia íntegra del alienígena en la mayor parte de la cinta, pues su intención era brindar a la audiencia una sensación de terror y suspense. De esta forma el público puede proyectar sus propios temores e imaginar cómo luce el xenomorfo. Varios críticos elogiaron el diseño de la criatura y la catalogaron como «uno de los monstruos más representativos en la historia del cine» debido a su aspecto biomecánico y matices sexuales inherentes. Roger Ebert subrayó: «La película utiliza un mecanismo engañoso que mantiene fresco el concepto del alienígena durante toda la trama: va evolucionando la naturaleza y apariencia de la criatura, de tal forma que nunca conocemos su forma real o lo que puede hacer... la primera vez que podemos tener un buen vistazo de la criatura es cuando este sale del pecho del pobre Kane (John Hurt). Tiene una forma fálica inconfundible, tanto así que el crítico Tim Dirks la compara con una "chorreante boca vaginal"».

## Lanzamiento

### Proyecciones de prueba y avances promocionales
Antes de su estreno, se realizaron dos proyecciones de prueba con el propósito de analizar la reacción de la audiencia. Sin embargo, la primera no les permitió obtener conclusiones definitivas debido a fallas en el sistema de sonido de la sala. Esta se llevó a cabo en San Luis, Misuri y entre sus asistentes estuvieron algunos ejecutivos de Fox. En la segunda, realizada en un cine recién inaugurado en Dallas, Texas, no ocurrió ningún inconveniente técnico y sí pudieron captar la reacción de pánico que esperaban ver en los asistentes. Terry Rawlings, uno de los productores de la película, presenció esta función especial y comentó al respecto: «Fue la presentación más increíble en la que jamás haya estado. Había gente gritando y corriendo hacia la salida».
Posteriormente los estudios distribuyeron dos avances publicitarios para promover Alien: el primero consistía en una sucesión rápida y alternada de imágenes acompañadas de algunos arreglos musicales que Goldsmith compuso para la película Logan's Run (1976). El otro contenía algunas grabaciones de prueba que tenían de fondo la música compuesta para la película. Se usó a su vez el eslogan «en el espacio, nadie puede oírte gritar» para fines publicitarios.

### Clasificación por edades
Debido a sus elementos de terror, Fox consideró que la mejor estrategia para que la película resultara rentable era distribuirla con clasificaciones para mayores de edad, dependiendo del baremo aplicable en cada país. Otros factores que influyeron en esta decisión fueron su contenido sexual, violencia y material inapropiado para el público infantil. En varios países recibió esta calificación —«R» en EE. UU., «X» en Reino Unido y «M» en Australia— pese a que en Reino Unido la British Board of Film Classification por poco la calificaba como «AA» —para mayores de 14 años de edad—. A continuación, una tabla donde se muestran las clasificaciones de la película en diferentes países:
| País              | Calificación                                                                           |
| ----------------- | -------------------------------------------------------------------------------------- |
| Alemania Oriental | 16                                                                                     |
| Argentina         | +13 (2004. corte del director) +18 (calificación original) +16 (1986, re-calificación) |
| Australia         | M                                                                                      |
| Canadá            | PG (Ontario) 14 (Nueva Escocia) 14A (Columbia Británica) 18A (Manitoba)                |
| Chile             | 14                                                                                     |
| Colombia          | 18                                                                                     |
| España            | +13 +16 (calificación original, ICAA)                                                  |
| Estados Unidos    | R                                                                                      |
| Filipinas         | R-18                                                                                   |
| Finlandia         | K-16                                                                                   |

| País          | Calificación                                                   |
| ------------- | -------------------------------------------------------------- |
| Hong Kong     | IIB                                                            |
| Italia        | T                                                              |
| Islandia      | 16                                                             |
| México        | B C (relanzamiento)                                            |
| Noruega       | 16 (1979) 15 (2003, corte del director) 18 (video) 15 (Itunes) |
| Nueva Zelanda | M (reestreno) R16 (estreno original)                           |
| Países Bajos  | 12                                                             |
| Perú          | 14                                                             |
| Reino Unido   | X                                                              |
| Singapur      | PG                                                             |
| Suecia        | 15                                                             |
| Brasil        | 14                                                             |

### Mercadotecnia
Se pusieron a la venta varios productos para promover el estreno de la película, entre los cuales se incluyen una novela por Alan Dean Foster en dos versiones —una para adultos y otra para jóvenes— y que consistía en una adaptación del guion; y una historieta por la revista estadounidense Heavy Metal, titulada Alien: The Illustrated Story, que venía acompañada de un calendario anual con imágenes de la película. La editorial Bruguera se encargó de traducir una versión al español de esta última, la cual apareció en 1979 en España.
Ese año también se pusieron a la venta dos libros acerca de la producción de Alien: el primero, The Book of Alien, contiene varias fotografías e información sobre el rodaje; el otro, titulado Giger's Alien, incluye muchas de las imágenes conceptuales de Giger para la cinta. Otros productos fueron un LP con algunas de las melodías de Goldsmith —el tema principal de Alien estuvo disponible como sencillo en solitario en 1980—, un modelo a escala de doce pulgadas del alienígena por parte de Model Products Corporation en los Estados Unidos y por Airfix en Reino Unido; una figura de acción de la misma criatura producida por Kenner, así como un juego de mesa en el que los jugadores deben competir para ser el primero en llegar a la lanzadera mientras algunos extraterrestres los persiguen por los corredores de la Nostromo; disfraces para Halloween; y varios juegos de computadora inspirados en la película, aunque estos últimos se distribuyeron después del estreno de Alien.
Dos videojuegos homónimos fueron producidos en los años 1980, inspirados en la temática del filme: el primero, desarrollado por la compañía Fox Interactive y publicado en 1982 para la consola Atari 2600, está basado tanto en el largometraje como en el juego Pac-Man. El segundo cuenta con un sistema de juego diferente y fue desarrollado por Amsoft, Concept Software Ltd. y Argus Press Software Ltd., para las consolas Commodore 64, ZX Spectrum y Amstrad CPC.

### Estreno
La versión definitiva de Alien comenzó a proyectarse en salas de cine de EE. UU. el 25 de mayo de 1979. Muchas personas acudieron el día del estreno al Grauman's Egyptian Theatre en Hollywood, y se formó una larga fila que se extendió por algunas manzanas. Afuera del edificio se instaló un set con modelos y accesorios relacionados con la película y, de manera anecdótica, algunos devotos le prendieron fuego a un modelo del Ingeniero al considerar que se trataba de una «obra satánica».
En Reino Unido sí hubo un estreno de gala al que acudieron los actores y el equipo de producción, durante el Festival de Cine de Edimburgo el 1 de septiembre de 1979, evento que fue seguido de una proyección en el Odeon Leicester Square, en Londres, el 6 de septiembre. Su estreno en el resto del país ocurrió a partir del 13 de enero de 1980. A continuación aparecen las fechas de estreno de la película en los distintos países donde fue exhibida:
| Fechas de estreno (Fuente: IMDb)      |                            |                    |                         |
| País                                  | Fecha de estreno           | País               | Fecha de estreno        |
| Estados Unidos                        | 25 de mayo de 1979 (debut) | Israel Suecia      | 2 de noviembre de 1979  |
| Japón                                 | 21 de julio de 1979        | Chipre Grecia      | 5 de noviembre de 1979  |
| Brasil                                | 20 de agosto de 1979       | Noruega            | 13 de noviembre de 1979 |
| Puerto Rico                           | 30 de agosto de 1979       | Hong Kong          | 14 de noviembre de 1979 |
| Francia                               | 12 de septiembre de 1979   | Malasia            | 15 de noviembre de 2012 |
| Bélgica Colombia                      | 13 de septiembre de 1979   | México             | 21 de noviembre de 1979 |
| España                                | 25 de septiembre de 1979   | Australia          | 6 de diciembre de 1979  |
| Sudáfrica                             | 3 de octubre de 1979       | Argentina Chile    | 25 de diciembre de 1979 |
| Dinamarca                             | 12 de octubre de 1979      | Polonia            | 1 de enero de 1980      |
| Portugal                              | 21 de octubre de 1979      | Bolivia            | 1 de enero de 1980      |
| Italia Países Bajos Alemania Oriental | 25 de octubre de 1979      | Nueva Zelanda Perú | 24 de enero de 1980     |
| Austria Finlandia                     | 26 de octubre de 1979      | Uruguay Venezuela  | 28 de marzo de 1980     |
| Filipinas Singapur                    | 31 de octubre de 1979      | Tailandia          | 28 de agosto de 1982    |
| Reino Unido Irlanda                   | 1 de noviembre de 1979     | Corea del Sur      | 1 de octubre de 1987    |

## Recepción

### Comercial
Durante su primer fin de semana, del 25 al 28 de mayo de 1979, se recaudaron 3 527 881 USD en noventa y un salas de cine de EE. UU. y Canadá —mercado doméstico—. Tras su estreno internacional, en el fin de semana que va del 22 al 25 de junio los ingresos ascendieron a 5 312 945 USD, mientras era exhibida en 613 salas. En total, Alien se exhibió en 713 salas de cine de todo el mundo y su recaudación en territorio estadounidense fue de 80 931 801 USD. A esta cantidad hay que sumarle los 24 000 000 USD adicionales que obtuvo en otros países, que da un total de 104,9 millones USD.
Fue la 6.ª película con mayores recaudaciones de 1979 y es uno de los filmes de ciencia ficción con mayores ingresos en la historia del cine. Dentro de la franquicia de Alien, es la cuarta película con mayores ingresos después de Prometheus (2012), Aliens (1986) y Alien vs. Predator. A continuación, una tabla en la que se muestran los países donde Alien tuvo ingresos superiores a 180 000 USD:
| Recaudaciones (Fuente: Box Office Mojo) |                            |               |                            |
| País                                    | Recaudación total (en USD) | País          | Recaudación total (en USD) |
| Francia                                 | 4 727 920                  | Brasil        | 441 974                    |
| Japón                                   | 4 462 984                  | Argentina     | 387 733                    |
| Australia                               | 3 494 292                  | Países Bajos  | 314 699                    |
| Suecia                                  | 1 652 056                  | Sudáfrica     | 291 507                    |
| Alemania Oriental                       | 1 015 230                  | Puerto Rico   | 290 346                    |
| España                                  | 842 260                    | Filipinas     | 216 205                    |
| México                                  | 829 842                    | Singapur      | 198 530                    |
| Italia                                  | 661 770                    | Nueva Zelanda | 181 795                    |
| Hong Kong                               | 594 950                    | Venezuela     | 181 685                    |

### Crítica

#### Anglosajona y de otros países
Las primeras evaluaciones hechas por la prensa fueron variadas; algunos críticos que generalmente no emitían opiniones favorables de películas de ciencia ficción, como Barry Norman de la serie Film de la BBC, le dieron una buena calificación. Otros, sin embargo, emitieron comentarios negativos como fue el caso de Vincent Canby y Leonard Maltin, de Variety y Sight and Sound, respectivamente. En su reseña, Time Out describió Alien como un «costal vacío cuya producción y costosas tretas no pueden disfrazar su escasa creatividad». En un episodio de 1980 del programa Sneak Previews, en el que se discutió sobre varias películas de ciencia ficción de las décadas de 1950 y 1970, Gene Siskel y Roger Ebert se mostraron severos ante Alien. Este último comentó que se trataba «fundamentalmente [de una cinta] de suspense sobre una casa intergaláctica embrujada montada dentro de una nave espacial», además de catalogarla como una «decepción» en comparación con Star Wars, Clouse Encounters of the Third Kind y 2001: A Space Odyssey. A pesar de lo anterior, elogiaron la escena en la que la tripulación de Nostromo explora la luna del planetoide, al decir que evidenciaba un «auténtico ingenio [por parte de la producción]».
Con el transcurso del tiempo algunos de los anteriormente mencionados como Maltin y Ebert cambiaron de opinión respecto a la película, la cual comenzó a tener una mayor cantidad de reseñas positivas centradas en el realismo presente en sus escenas, y en sus escenarios. El sitio recopilatorio Rotten Tomatoes la puntuó con un 97 % sobre 100, lo que indica una crítica muy positiva, a partir de 89 reseñas, en tanto que Metacritic le dio a la versión del director un 83 % de aprobación, de un total de 22 críticas. En 2003, el interés mediático por la película se reavivó en parte por el estreno de la versión del director. Ese año, Ebert la incluyó en su columna de «Películas grandiosas», y la listó inclusive como una de «las películas contemporáneas de acción más influyentes», destacando su ritmo, ambiente y entornos:

Una de las mayores fortalezas de Alien es el ritmo con el que transcurre su historia. Se toma su tiempo. Hace pausas. Permite los silencios —las majestuosas escenas iniciales contienen la musicalización de Jerry Goldsmith con unos parloteos metálicos lejanos y apenas audibles—. Se infiere sobre la magnitud del descubrimiento que hace la tripulación, algo que se va comprendiendo paso a paso: la sintonización de una señal —¿es de peligro o de auxilio?—. El aterrizaje en una zona alienígena. La inquietud de Brett y Parker, quienes solo están interesados en recibir su sueldo. El toque maestro de la atmósfera sombría por la que los tripulantes se mueven, tanto que las luces de sus cascos apenas pueden traspasar la densidad de su entorno. La lóbrega silueta de la nave extraterrestre. El encuentro con el piloto extraterrestre petrificado en su silla de comando. El extraordinario descubrimiento que hacen en el interior de la nave. —«Lleno de... huevos membranosos...»—.

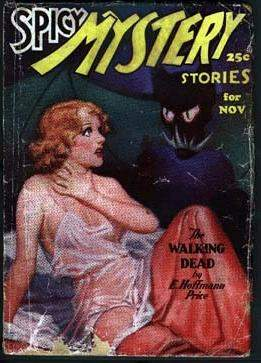
La mayoría de los críticos coincidieron en la sugestiva temática sexual de las escenas, al igual que el aparente entorno laberíntico de su etérea atmósfera sombría. De igual manera, otros especialistas comentaron sobre la relación que guarda la cinta con otras de la época, debido a que marcó un hito en la ciencia ficción cinematográfica. En la imagen se aprecia la portada de una revista con un sentido de terror y misterio, parecido a lo que experimenta Ripley durante la película.

McIntee elogió el filme y lo consideró «posiblemente la combinación indiscutible entre el suspense de terror con decorados de ciencia ficción». También mencionó que se trata primordialmente de una película de terror, más que de ciencia ficción, al considerar que este último género tiende analizar el desarrollo de la civilización humana bajo otras circunstancias de vida. En vez de eso, Alien está centrado en gente siendo atacada por un monstruo: «Está ambientada en una nave espacial en el futuro, pero es sobre personas que no quieren ser devoradas por un monstruoso animal babeante. Peor todavía: más bien [trata] de un grupo de gente que busca no ser violada por un monstruoso animal babeante». Junto con Halloween (1978) y Viernes 13 (1980), la catalogó como un prototipo para el género de películas slasher: «La razón por la que es una buena película y por la que tanto los críticos, que son los que generalmente desaprueban el género, como el público casual quedaron cautivados, es que sintetiza todo aquello que nos aterra en el cine». En su opinión, está destinada para múltiples audiencias: «[A] los fanáticos de las cintas de suspense de corte hitchcockiano les gustará por su humor cambiante y su ambiente siniestro. A los seguidores del cine gore les gustará por el quebrantapechos. Los cinéfilos de ciencia ficción la amarán por su sólida decoración futurista y las máquinas sofisticadas. A los hombres les encantará por el elemento de supervivencia y a las mujeres por no ser ese personaje inútil que [suele] estar en apuros».
A su vez, Andrew O'Hehir de Salon.com notó que «contiene un profundo sentido existencialista que hace que se sienta como un filme negro» y comentó que es mejor que sus continuaciones «cada vez más barrocas» ya que «es una película sobre la soledad humana en medio de la amoralidad y sentimiento de vacío que implica la creación. Es una perspectiva izquierdista cínica de los años 1970 en la que ninguno de los problemas que aquejan a la Tierra durante el siglo XX —la división de clases, la explotación capitalista, la subyugación de la humanidad ante la tecnología— se han solventado en lo más mínimo por las incursiones humanas en el espacio exterior». En su evaluación agregó al final que «casi todas las películas de terror desde Alien se han torcido en cierta manera, aunque la mayoría de sus imitaciones se han enfocado más que nada en sus detalles, en un monstruo mecánico asesino que tiene una apariencia tanto vaginal como fálica; los goteantes y recónditos pasadizos de la Nostromo; esas imágenes biomecánicas tan impactantes de Giger, y se perdió lo que podríamos denominar como el zeitgeist general de la película».
David Edelstein concluyó que «Alien todavía es el texto clave del subgénero de 'cuerpos terroríficos' que floreció —o dependiendo de tu punto de vista, decayó— en los años 1970, y los diseños de Giger cubrieron todas las formas posibles de ansiedad. Hombres atravesando puertas semejantes a vulvas, que quedan embarazados y que dan a luz a una estrepitosa y viscosa vagina colmilluda que al final los asesina, ¿cómo piensas que reaccionarán? Esto es lo que David Cronenberg llamaría "la nueva carne", una separación de los límites entre el hombre y la máquina, la máquina y el alienígena, y el hombre y el alienígena, cuyas irrupciones psicosexuales jamás han sido, gracias a Dios, reproducidas de nuevo».
En 2002, el National Film Preservation Board de los Estados Unidos listó a la película en el National Film Registry de la Biblioteca del Congreso para su preservación histórica junto con otras películas de 1979, como All That Jazz, Apocalypse Now, The Black Stallion y Manhattan, «por considerar su importancia cultural, histórica, o estéticamente, significativa», En 2008, el American Film Institute colocó a Alien en la 7.° posición dentro de la categoría de las «Mejores cintas de ciencia ficción», como parte de su listado AFI's 10 Top 10, en un programa especial de televisión de la CBS en la que se enumeran diez categorías distintas sobre las mejores películas clásicas del cine estadounidense. La lista se basó en un sondeo hecho a más de 1500 artistas de cine, críticos e historiadores, en las que Alien superó a Terminator 2: Judgment Day (1991), aunque estuvo por debajo de Blade Runner (1982), también dirigida por Scott. Ese mismo año, la revista británica Empire la colocó en la 33.° posición de su lista sobre las «quinientas mejores películas de la Historia», la cual está basada en una encuesta realizada a 10 200 lectores, críticos y miembros de la industria cinematográfica. El sitio web Internet Movie Database la colocó en su lista de «1000 películas que debes ver antes de morir», en la vigésima tercera posición; en otra lista de la misma página web, El octavo pasajero aparece en la lista de «100 películas sorprendentes» en la cuadragésima sexta posición.

#### Hispanoamericana y española
De manera similar al impacto causado en los países de habla inglesa, El octavo pasajero —subtítulo que se le dio al filme para ser distinguido de otros con la misma temática— tuvo una buena recepción en los países de habla hispana. En varias evaluaciones, los críticos se mostraron sorprendidos por su estructura argumental, la «latente paranoia en un medio laberíntico», sus escenas y el extraterrestre en sí, a pesar de que la mayoría de las reseñas en español se dieron de manera posterior al estreno de la cinta en los años 1970.
Liliana Saéz, de ElEspectadorImaginario.com, mencionó que a diferencia de otras cintas del género de ciencia ficción como E.T., el extraterrestre (1982) —en las que los alienígenas aparecen de una manera amigable y tierna—, en esta ocasión la criatura que da nombre a la cinta ostenta el rol del antagonista. Además comentó que es «por fin una mujer la que se encarga de hacerle frente a esta amenaza, que no solo la condena a ella sino a toda la raza humana». El sitio web argentino ElArlequín.com comentó que «si uno se atiene al diálogo, el mismo es fluido pero bastante genérico (no hay nada memorable en los parlamentos del filme). En cambio Alien funciona más como una serie de esqueletos de escenas, en donde el director se encarga de llenar los blancos», razón que dio a partir de una relación que encontró con el libro Podemos recordarlo por usted al por mayor de Philip K. Dick, obra que O'Bannon y Shuset adaptaron para Total Recall (1990). A su vez, Sergio López Aguirre, de la revista mexicana Cine Premiere, destacó la actuación de Weaver como Ripley, y dijo que el personaje si bien puede considerarse como una «heroína de acción», posee sus defectos y «teme por su vida [...pero] está dispuesta a enfrentar al octavo pasajero del Nostromo». Concluyó en su reseña que «estamos así ante un enemigo que a su vez resulta una metáfora de la misma cinta: obscuro, aterrador, elegante, con un desarrollo lento pero que al llegar a su etapa madura, a su clímax, es un organismo único, un organismo perfecto».
Jordi Batlle Caminal, un editor del diario español El País, mencionó que era una «obra maestra, filme hermoso, tenebroso, tenso, angustioso cuento gótico de horror por cuyas arterias y espeluznantes pasillos corren fantasmas de Conrad y Lovecraft. Es el suspense sobrecogedor, el más sobrecogedor de los últimos tiempos». El sitio Decine21.com, también de España, comentó que «en el verano de 1979 algo cambió en el cine. Nunca hasta entonces una película de ciencia ficción había sido tan siniestra y terrorífica, nada que ver con la claridad cristalina, aséptica y también inquietante de la película con mayor impacto del género: 2001: una odisea del espacio», y añadió que la mayor parte de la película presenta muchos tonos tenebrosos y singulares que le dan un toque especial al argumento. CINEol.net comentó que se diferencia de la «infinidad de películas que aborda el mismo contenido —ficción, terror y extraterrestres—», aspecto que consideró relevante para brindarle una puntuación máxima de 5/5 estrellas. Tras percibir su relación con otras películas de la época, así como sus divergencias respecto a otros conceptos recurrentes dentro del género, ElCriticón.com la describió como «una admirable disposición visual dentro de una trama centrada en el natural sentido de supervivencia en un medio inhóspito —el "malvado" Alien simplemente está defendiendo su vida—, aunque no puede evitar temas coyunturales a la época y una meliflua ilustración de caracteres, inmersos en lo realmente importante, extremar la peligrosa situación en la que se hallan». Al considerar que las cintas de terror tienen que ver generalmente con el asesinato y la intriga, subrayó en su reseña que la importancia de la película radica en el trato que cada uno de los tripulantes le da a la criatura. Asimismo, una de las cuestiones que los críticos notaron fue el hecho de que el subtítulo en español de la película resultó impreciso, puesto que para algunos críticos, el monstruo en realidad refería a un noveno pasajero, si se llega a tomar en cuenta la presencia del gato de la nave.

### Premios
Alien ganó el premio a los «Mejores efectos visuales» y obtuvo una nominación en la categoría de «Mejor dirección de arte» en la entrega de los premios Óscar en 1979. También ganó el Saturn como «Mejor película de ciencia ficción», «Mejor director» para Scott, y «Mejor actriz de reparto» para Cartwright, y tuvo nominaciones en las categorías de «Mejor actriz» para Weaver, «Mejor vestuario y maquillaje» para Hay, «Mejores efectos especiales» para Brian Johnson y Nick Allder, y por último «Mejor guion» para O'Bannon. De igual manera también se la nominó en otras ceremonias como los BAFTA, como «Mejor diseño de vestuario» para John Mollo, «Mejor edición» para Terry Rawlings, «Mejor actor de reparto» para Hurt y «Mejor actor prometedor para un papel protagónico» para Weaver. Ganó el Hugo a «Mejor presentación dramática», al igual que un «Caracol Plateado» en el rubro de «Mejores efectos especiales y fotografía» en el Festival de Cine Internacional de San Sebastián. La British Society of Cinematographers nominó igualmente el trabajo de fotografía de Derek Vanlint. A su vez, la banda sonora recibió tres postulaciones como «Mejor banda sonora» en los Globos de Oro, un premio Grammy al «Mejor álbum de banda sonora para película, televisión u otro medio visual», además de un BAFTA por «Mejor música original». A continuación, una lista detallada con los principales premios a los que se hizo acreedora la producción:
| Fundación                              | Premio                                                                    | Receptor(es) | Resultado |
| -------------------------------------- | ------------------------------------------------------------------------- | --- | --------- |
| Premios Óscar                          | Mejor dirección de arte                                                   | Michael Seymour, Leslie Dilley, Roger Christian e Ian Whittaker                                                        | Nominados |
| Premios Óscar                          | Mejores efectos visuales                                                  | H.R. Giger, Carlo Rambaldi, Brian Johnson, Nick Allder y Denys Ayling                                                  | Ganadores |
| BAFTA                                  | Mejor música original                                                     | Jerry Goldsmith | Nominado  |
| BAFTA                                  | Mejor diseño de vestuario                                                 | John Mollo | Nominado  |
| BAFTA                                  | Mejor edición                                                             | Terry Rawlings | Nominado  |
| BAFTA                                  | Mejor diseño de producción                                                | Michael Seymour | Ganador   |
| BAFTA                                  | Mejor actor de reparto                                                    | John Hurt | Nominado  |
| BAFTA                                  | Mejor sonido                                                              | Derrick Leather, Jim Shields y Bill Rowe                                                                               | Ganadores |
| BAFTA                                  | Mejor promesa en un papel principal                                       | Sigourney Weaver | Nominada  |
| British Society of Cinematographers    | Mejor película                                                            | Derek Vanlint | Nominado  |
| Globos de Oro                          | Mejor banda sonora                                                        | Jerry Goldsmith | Nominado  |
| Grammy                                 | Mejor álbum de banda sonora para película, televisión u otro medio visual | Jerry Goldsmith | Nominados |
| Premios Hugo                           | Mejor presentación dramática                                              | Mejor presentación dramática                                                                                           | Ganadora  |
| Festival de Cine de San Sebastián      | Mejores efectos especiales y fotografía                                   | Mejores efectos especiales y fotografía                                                                                | Ganadora  |
| Saturn                                 | Mejor película de ciencia ficción                                         | Mejor película de ciencia ficción                                                                                      | Ganadora  |
| Saturn                                 | Mejor actriz                                                              | Sigourney Weaver | Nominados |
| Saturn                                 | Mejor director                                                            | Ridley Scott | Ganador   |
| Saturn                                 | Mejor guion                                                               | Dan O'Bannon | Nominado  |
| Saturn                                 | Mejor actriz de reparto                                                   | Veronica Cartwright | Ganadora  |
| Saturn                                 | Mejor maquillaje                                                          | Pat Hay | Nominada  |
| Saturn                                 | Mejores efectos especiales                                                | Brian Johnson y Nick Allder                                                                                            | Nominados |
| Premios DVD Exclusive                  | Mejores comentarios                                                       | Ridley Scott, Ronald Shusett, Terry Rawlings, Sigourney Weaver, Tom Skerritt, Veronica Cartwright y Harry Dean Stanton | Nominados |
| Premios DVD Exclusive                  | Mejor DVD en general, película clásica                                    | Charles de Lauzirika                                                                                                   | Nominado  |
| Premios DVD Exclusive                  | Mejor detrás de cámaras                                                   | Charles de Lauzirika                                                                                                   | Ganador   |
| Premios DVD Exclusive                  | Mejor diseño del menú                                                     | Matt Kennedy | Nominado  |
| Premios Las Vegas Film Critics Society | Mejor DVD (para el compilatorio Alien Anthology)                          | | Ganador   |
| Premios Las Vegas Film Critics Society | Mejor DVD (para el compilatorio The Alien Quadrology)                     | | Ganador   |
| National Film Preservation Board       | National Film Registry (por su impacto en la cultura estadounidense)      | | Ganadora  |
| Premios Satellite                      | Mejores extras en un DVD (para el compilatorio The Alien Quadrology)      | | Nominada  |
| Premios Satellite                      | Mejor DVD en general (para el compilatorio The Alien Quadrology)          | | Nominada  |

## Formato doméstico
Alien ha tenido varios lanzamientos en diversos formatos domésticos de vídeo con el paso del tiempo. El primero consistió en una versión de diecisiete minutos para Super-8. Igualmente estuvieron disponibles las versiones VHS y Betamax para su alquiler, mismas que terminaron generando ganancias valuadas en 40 300 000 USD tan solo en EE. UU. Muchos de los lanzamientos posteriores en VHS se vendieron tanto de forma individual como en paquetes compilatorios. Otras versiones posteriores incluyeron los formatos Laserdisc y Videodisc, que contienen escenas eliminadas y comentarios del director como características especiales adicionales. Uno de los paquetes VHS comercializados incluye la cinta original junto con Alien y Alien 3, en una caja diseñada con el aspecto de un abrazacaras. Como material adicional, contiene las escenas eliminadas que ya incorporaban las ediciones para Laserdisc. Tras el estreno de Alien: resurrección (1997), produjeron otro set que contenía la trilogía original, y un disco adicional en el que describen el proceso de realización de la película. Unos meses después, el mismo conjunto volvió a salir a la venta pero esta vez con Resurrección en vez del vídeo explicativo sobre su producción. Dos años después, en 1999, Alien comenzó a distribuirse en formato DVD, tanto de manera individual como en compilatoria. En este último caso, el paquete recibió el nombre de The Alien Legacy e incluyó las cuatro películas de la serie estrenadas hasta entonces. Este mismo recopilatorio salió en VHS e incorpora comentarios de Scott. Una última edición llamada Alien Anthology, pero esta vez en Blu-ray, con sesenta horas de material inédito y 12 000 imágenes sobre la producción de las películas de la serie, e igualmente el material encontrado en The Alien Quadrology, se añadió a esta versión además de contenido especial que en otras versiones no estaba disponible.

### Versión del director
En 2003, Fox planeaba el lanzamiento de la caja recopilatoria de discos DVD The Alien Quadrilogy, que incluiría las cuatro cintas de la serie Alien. Adicionalmente, contendría versiones alternativas de cada una de las películas a manera de «ediciones especiales» y «versiones del director». Fox le sugirió a Scott que remasterizara y restaurara ciertas tomas que habían sido cortadas de la versión final de Alien, para el estreno de una versión extendida de la cinta. Después de ver la edición terminada, este pensó que era demasiado larga y decidió que era mejor recortarla a una versión más breve:

Después de ver la edición extendida de la cinta, creí que esta era demasiado larga y que su ritmo resultaba desproporcionado. Después de todo, hubo una razón por la que recorté todas esas escenas en 1979. Sin embargo, bajo la premisa de darle a los fanáticos una nueva experiencia con Alien, consideré que debía haber un punto medio adecuado. Así que decidí acortar esa versión tan larga en una edición más dinámica y pulida del filme original. Para fines comerciales, esta edición es la que se conoce como «Versión del director».

La versión del director contenía cuatro minutos extras de tomas eliminadas, pero para adaptarlas a la cinta original se tuvieron que recortar otros cinco minutos, lo que hacía que la película durara un minuto menos que la versión original. Muchos cambios resultaron ser menores, como algunas modificaciones en los efectos de sonido, mientras que algunas escenas inéditas, como aquella en la que Ripley se encuentra con los capullos de Dallas y Brett mientras escapa de la Nostromo, se arreglaron digitalmente. Fox decidió estrenarla en cines, y debutó el 31 de octubre de 2003. La recopilación Alien Quadrilogy salió a la venta el 2 de diciembre del mismo año, con ambas versiones de la película y nuevos comentarios hechos por todo el equipo de producción, además de otros contenidos especiales y un documental llamado The Beast Within: The Making of Alien. Cada película tuvo su lanzamiento correspondiente en DVD por separado, en el cual ya venían ambas versiones de cada una. Scott se dio cuenta de que le agradaba más la versión original de Alien. En sus palabras: «Por alguna u otra razón, siento que la versión original de Alien fue impecable. Y todavía sigo sintiendo eso». También mencionó que la cinta original «continúa siendo mi preferida». En algunas entrevistas, ha señalado que considera a las dos como versiones del director, aunque remarca que la de 1979 es la mejor que pudo haber hecho en aquella época.
La edición Alien Quadrilogy permitió que Alien obtuviera nuevos premios y nominaciones. Por ejemplo, ganó los galardones de DVDX Exclusive como «Mejores comentarios de audio», «Mejor DVD en general» y «Mejor película clásica», además de resultar nominada en las categorías de «Mejor detrás de cámaras» y «Mejor diseño de menú». Igualmente se hizo acreedora al premio Sierra por «Mejor DVD», y tuvo una nominación Saturn como «Mejor colección de DVD», así como un par adicional de postulaciones en los premios Golden Satellite respecto a «Mejores extras en un DVD» y «Mejor DVD en general». Tanto la versión original como la del director salieron a la venta en 2010 en formato Blu-ray, pudiéndose adquirir de manera individual o como parte del conjunto Alien Anthology. Asimismo, este compendio es considerado como uno de los más completos en cuanto a información adicional se refiere respecto a la serie fílmica.

## Impacto cultural y legado

### Imitaciones e influencias

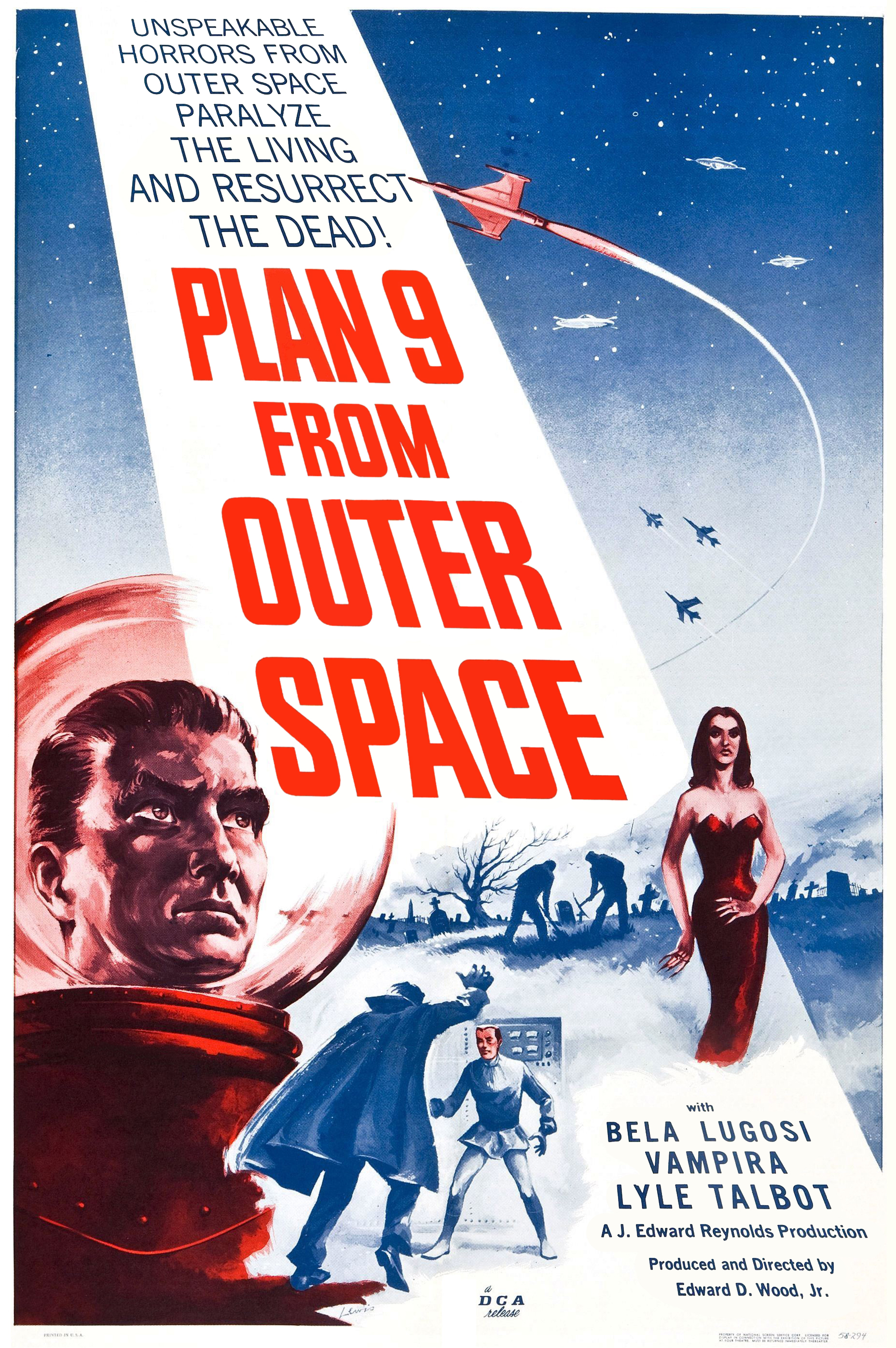
Muchas producciones deseaban tener el éxito comercial que había alcanzado Alien. Asimismo, otras cintas de terror sirvieron de inspiración para esta última. En la imagen, el póster publicitario de la película Plan 9 del espacio exterior, cinta cuya trama incluye temáticas de viajes espaciales y contacto alienígena.

Alien consiguió un impacto profundo y duradero en los géneros de ciencia ficción y de terror dentro de la industria cinematográfica. Poco después de su estreno, el escritor Jack Hammer demandó a O'Bannon por haber plagiado supuestamente un guion de su autoría, titulado Black Space. Sin embargo, O'Bannon fue capaz de mostrar que él había escrito antes su libreto. Ante el éxito conseguido por la película, varios cineastas imitaron o adaptaron algunos de sus elementos, e inclusive eligieron el mismo título para sus producciones. Una de las primeras fue The Alien Dead (1979), nombrada así de último momento para conseguir cierto beneficio financiero a costa de la popularidad del filme de Scott. Contamination (1980) iba a ser titulada originalmente Alien 2, pero los abogados de Fox contactaron al director y guionista Luigi Cozzi para que cambiara el nombre de la película. A pesar de ello, una secuela italiana no autorizada, llamada Alien 2 - Sobre la tierra, se estrenó en 1980 e incluyó criaturas de otros planetas que usaban a humanos como recipientes, de forma idéntica a la película de los estudios Fox. Otras películas de ciencia ficción que usaron elementos de Alien fueron Inseminoid (1981) y Xtro (1982). Ambas tratan de la abducción por parte de seres extraterrestres, los cuales inseminan a los protagonistas y estos deben de dar a luz a los productos de los alienígenas. Mientras los alumbran, los personajes mueren bruscamente a causa de la cría.
La influencia de Alien no solamente ha estado presente en la industria cinematográfica, ya que existen historietas, videojuegos, programas de televisión y productos distintos que han utilizado los elementos narrativos y visuales de la película. A diferencia de los casos mencionados anteriormente, El octavo pasajero ha servido de influencia para otras producciones, y no como medio a partir del cual imiten o plagien su contenido. En cuanto a juegos virtuales, está el caso de Metroid, una franquicia creada por la compañía japonesa Nintendo bajo el concepto original de Yoshio Sakamoto y Gunpei Yokoi. El equipo de desarrollo comentó que la cinta había influido en el ambiente «claustrofóbico y solitario» característico de los juegos, además de que existen ciertas referencias a la trama de Alien en el primer juego de la serie, como el nombre de algunos de los personajes que hacen alusión a los productores de la película. Igualmente, Chrono Trigger, considerado por GameSpot como el «mejor juego RPG de la historia», posee también vínculos con la película de Scott. En palabras de su diseñador gráfico, Yasuhika Kamata, la iluminación y los efectos visuales estuvieron fuertemente basados en la atmósfera presentada por la producción de Fox. Otros videojuegos que guardan semejanzas con el concepto presentado por la cinta son Contra y Conker's Bad Fur Day. De vuelta al ámbito del cine, la película japonesa Akira contiene a su vez referencias a varios largometrajes de Scott, entre los cuales figura Alien. El guionista y productor de la casa cinematográfica Pixar, Andrew Stanton, declaró ser un fanático de la cinta y de Sigourney Weaver, tanto así que la contrató para que ella interpretara la voz de la nave Axioma en la película animada WALL·E, también ambientada en el espacio exterior.
Diversos académicos han efectuado estudios de carácter filosófico de acuerdo a los elementos que posee Alien y sus continuaciones. Este tipo de estudios parten del concepto autómata que planteó Isaac Asimov en sus tres leyes de la robótica, que permiten a un ser artificial convertirse en una «máquina sensible y potencialmente consciente de sí mismo». La aparición de otros personajes parecidos al de Ash en las demás secuelas, ha sido objeto de observación por parte de los académicos sobre la relación que los humanos tendrían con estos seres, los cuales tienden a ser denominados como «los otros», ya que Ripley tiende a tratarlos con cierto recelo y desconfianza, una forma de «racismo tecnológico que puede evolucionar en una segregación racial robótica». Esta idea relacionada con la tecnofobia puede provenir de la escena en la que Ripley es acosada sexualmente por un ente sin deseos pulsantes, además de la tarea que la computadora le encomienda a Ash respecto al ser alienígena.

### Vínculos
Algunos críticos reconocieron múltiples referencias a otras obras previas de ficción. Por ejemplo, en cuanto a otras películas, destacan The Thing from Another World (1951), It! The Terror from Beyond Space (1958), Tiburón (1975) y Halloween (1978). En el ámbito literario, existen conexiones con elementos argumentales de And Then There Were None (1939), The Voyage of the Space Beagle (1950) de A. E. van Vogt, las historias de la serie The Black Destroyer —donde se narra cómo un extraterrestre con forma de gato se infiltra dentro de una nave y comienza a cazar a los tripulantes—, Discord in Scarlet —en la que un extraterrestre implanta huevos parasitarios en unos pasajeros, que luego eclosionan y cuyas larvas comienzan a alimentarse de ellos mientras salen de sus cuerpos—. A pesar de ello, O'Bannon negó que esta última fuera una de las fuentes de inspiración para redactar la historia de Alien. Van Vogt —el escritor de la mencionada novela— inició una demanda contra Fox debido a las semejanzas con la cinta, pero Fox resolvió el caso en un arreglo extrajudicial. Rick Sánchez, del sitio web IGN, notó el «sorprendente parecido» con la obra clásica de Mario Bava, Terror en el espacio, específicamente en la secuencia en la que un grupo de investigadores encuentran unas ruinas que albergan una considerable cantidad de esqueletos gigantescos, al igual que la relación entre los escombros de las edificaciones con las escenas de la nave en sí misma, lo cual guarda similitud con la nave espacial abandonada que aparece en Alien. A pesar de las semejanzas visuales entre ambas cintas, tanto O'Bannon como el director Scott sostuvieron durante una entrevista que ellos no habían visto Terror en el espacio.
El escritor David A. McIntee también observó ciertas similitudes con la serie de televisión Doctor Who, en particular con el serial «The Ark in Space» (1975), en el que una reina alienígena parasitaria con forma de insecto inyecta unas larvas en el interior de unos humanos, que luego comienzan a comerse a sus huéspedes. Otra relación que encontró McIntee, en lo referente a la primera mitad de la película, fue con la obra En las montañas de la locura, de H. P. Lovecraft, al decir que «no [se parecen] en el argumento, pero sí en su pavorosa forma de generar intriga». Al final, calificó a la cinta como «la mejor película lovecraftiana jamás hecha, aun sin ser una adaptación de [las obras de] Lovecraft», debido a las semejanzas que guarda en cuanto temáticas y entornos con otros trabajos de dicho escritor. En 2009 O'Bannon reconoció el legado de Lovecraft como una de las principales influencias de Alien al decir: «Una de las cosas que quedaron demostradas es que no puedes adaptar a Lovecraft de forma efectiva sin un estilo visual extremadamente fuerte... Lo que necesitas es un equivalente cinemático de la prosa de Lovecraft». A la anterior declaración se sumó la de Giger, quien confesó que el guion original de O'Bannon «le había gustado particularmente porque vi que estaba en la corriente de Lovecraft, una de mis mayores fuentes de inspiración». Una de las historias de Sherlock Time publicada en la revista Hora Cero Semanal (N°89 al 104, del 13 de mayo al 26 de agosto de 1959), escrita por Héctor Germán Oesterheld y dibujada por Alberto Breccia, tiene un argumento similar al de la película. Mientras que en la película encuentran al Alien en una luna con temperatura bajo cero, en Sherlock Time encuentran una extraña criatura en la Antártida.

### Temáticas sexuales
Alien cuenta con varias alusiones a temáticas sexuales que no pasaron desapercibidas para la prensa tras su estreno. Adrian Mackinder, Ximena Gallardo C. y C. Jason Smith observaron por ejemplo que el ataque del abrazacaras contra Kane es comparable con una violación masculina; la escena del quebrantapechos alude a un alumbramiento violento; y la cabeza del alienígena posee una forma fálica. Tales observaciones fueron corroboradas por O'Bannon, que reveló que la escena del abrazacaras funciona como una metáfora sobre el miedo viril a la penetración. Concibió el «abuso oral» recibido por Kane como una «compensación» por aquellas películas de terror en las que las mujeres sexualmente vulnerables son atacadas por monstruos masculinos. También explicó que el contenido sexual de Alien es «evidente y deliberado», pues: «Una de las cosas que más perturban a las personas es el sexo [...] Así que me dije: “así es como voy a irritar al público; los voy a agredir sexualmente. No voy a ir detrás de las mujeres, voy a inquietar a los hombres. Voy a poner cada idea que se me ocurra para que todos los hombres se crucen de piernas. Violación oral homosexual, parto. La cosa [el alíenígena] deposita sus huevos en tu garganta, todos ellos”».
McIntee comparó el concepto de la violación empleado por Alien con los de otras películas como Perros de paja (1971), I spit on your grave (1978) y The Accused (1988). También señaló que la trama fantasea sobre los miedos masculinos y sobre la falta de comprensión en relación con el embarazo y el parto. Para la analista de cine Lina Badley, el diseño del antagonista posee connotaciones freudianas, múltiples alegorías fálicas y un prominente símil femenino, lo cual a su parecer redefinió el concepto de género establecido en otras películas de la época.

## Serie fílmica
El éxito de Alien llevó a Fox a financiar tres continuaciones en los siguientes dieciocho años, cada una escrita por diferentes guionistas y con diferentes cineastas al frente. Weaver fue la única actriz del reparto original en participar en todas las películas, y los encuentros de su personaje con los extraterrestres se volvieron el eje principal de la serie. Aliens (1986), dirigida por James Cameron, se centra más en la acción y narra cómo Ripley regresa al planetoide acompañada de un grupo de marines para enfrentarse a legiones de estas criaturas con las que anteriormente tuvo que lidiar. Alien 3 (1992), bajo la dirección de David Fincher, presenta una temática nihilista y detalla cómo Ripley se enfrenta a la raza del monstruo, mientras se encuentra varada en un planeta con presidiarios. En un intento por salvar a sus compañeros, se sacrifica, con el fin de evitar que la criaturas se reproduzca en ella.
Finalmente, en la cinta de Jean-Pierre Jeunet, Alien: resurrección (1997), Ripley «resucita» en el futuro mediante clonación con el fin de ayudar a combatir a los xenomorfos.

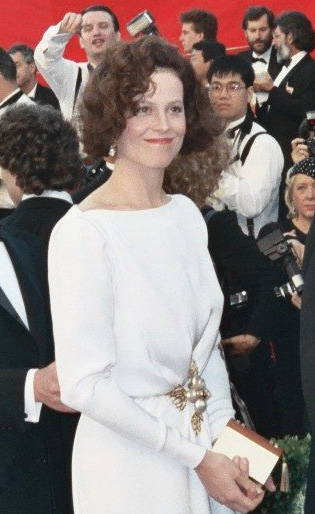
Sigourney Weaver.

Surgió también una franquicia de medios que incluye varias novelas, historietas, videojuegos, juguetes y otros productos. Algunos de estos artículos comenzaron a comercializarse bajo la marca Alien vs. Predator, un crossover donde los xenomorfos se enfrentan al personaje titular de la serie de películas iniciada por Depredador (1987).
 A continuación se produjeron otras cintas basadas en este concepto: Alien vs. Predator (2004), dirigida por Paul W. S. Anderson. Fue seguida por Aliens vs. Depredador: Requiem (2007), de Colin y Greg Strause. Ripley no aparece en ninguna de estas ya que están ambientadas en una época anterior a la de Alien.
El interés en una precuela de Alien se dio a conocer públicamente en 2003, cuando Scott supuso que las siguientes películas debían explorar los orígenes del Ingeniero y sus alienígenas, una idea apoyada por los productores Giler, Hill y Gordon Carroll. Seis años después, Fox contrató a Jon Spaihts para redactar el guion de la precuela, bajo la dirección de Scott. Scott y Damon Lindelof reescribieron dicho libreto y finalmente la película entró en fase de producción a mediados de 2011, bajo el título Prometheus (2012). Su trama ocurre treinta años antes de que la Nostromo aterrice en el planetoide.
Esta película es seguida por Alien: Covenant (2017).